# 오라스 베르네
에밀 장오라스 베르네(프랑스어: Émile Jean-Horace Vernet, 1789년 6월 30일~1863년 1월 17일)는 흔히 오라스 베르네(Horace Vernet)라는 이름으로 알려진 프랑스의 화가로, 전투, 초상화, 동양적 주제를 주로 그렸다.
그의 아버지는 화가 카를 베르네이며 그의 할아버지 역시 화가 클로드조제프 베르네이다.

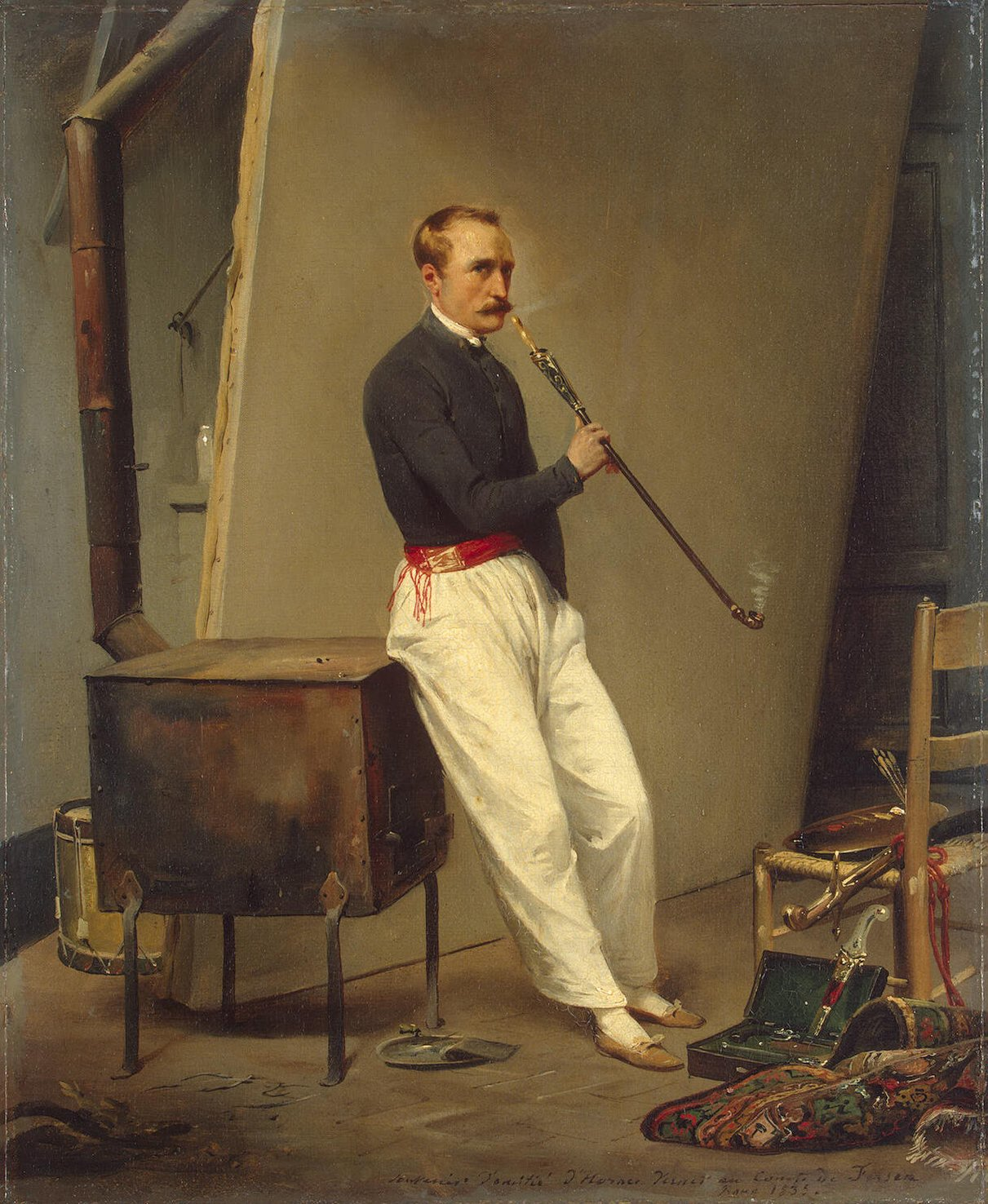
《오라스 베르네의 자화상》, 1835년, 에르미타시 박물관

## 생애

### 초기 경력
베르네는 화가 카를 베르네의 아들로 파리에서 태어났다. 그는 프랑스 혁명 당시 부모님이 파리에 머무르는 동안 루브르에서 태어났다. 베르네는 고전주의 영향을 받은 프랑스 학술적 미술 작품의 고상하고 진지함에 곧 경멸감을 느끼게 되었고, 주로 당시 생활상을 그리기로 결심했다. 나폴레옹 보나파르트가 집권했던 그의 초기 경력 시기 베르네는 이상화된 자크루이 다비드 방식보다는 보다 친숙하고 속어적인 방식으로 프랑스 군인들을 그리기 시작했다. 그가 《참호 진영의 점령》을 전시했을 때 그는 불과 20세였다. 프랑스 군인을 보다 직접적이고 덜 이상화된 스타일로 표현한 그의 다른 그림으로는 《포니아토프스키의 죽음》, 《부상당한 트럼펫 연주자》, 《부상당한 연대의 개》 등이 있다.
- 《포니아토프스키의 죽음》, 1816년
- 《부상당한 트럼펫 연주자》, 1819년
- 《부상당한 연대의 개》, 1819년

### 부르봉 왕정복고 시기
베르네는 부르봉 왕정복고 기간 동안 미래의 루이 필리프 국왕이 된 오를레앙 공작의 의뢰로 일련의 전쟁화를 제작하여 명성을 얻었다. 비평가들은 놀라운 속도로 그림을 그리는 베르네에 경탄했다. 그의 경력 초기 단계에 그린 많은 그림은 역사적 정확성과 강렬한 풍경으로 유명했다. 이러한 스타일의 그의 작품으로는 1821년작 《즈마프 전투》, 1822년작 《몽미라일 전투》, 1824년작 《하나우 전투》, 1826년작 《발미 전투》 등 4대 전투 시리즈가 있다. 그는 법정과 반대파 모두로부터 동등한 호응을 얻었으며 1829년부터 1835년까지 로마 아카데미 드 프랑스의 이사로 임명되어 활동했다.
- 《즈마프 전투》, 1821년
- 《몽미라일 전투》, 1822년, 내셔널 갤러리
- 《하나우 전투》, 1824년, 내셔널 갤러리
- 《발미 전투》, 1826년, 내셔널 갤러리

베르네는 그의 긴 경력 동안 수십 개의 중요한 작품 의뢰를 받았다. 루이 필리프 국왕은 그의 대표 후원자 중 한 명이었으며 국왕의 의뢰로 베르네는 단 3년이라는 짧은 기간 동안 베르사유 궁전의 콘스탄티누스 방 전체를 장식했다. 또한 국왕은 베르네에게 "식민지의 결실"을 기념하는 갤러리를 그리라고 의뢰했다. 당시 프랑스는 전쟁을 통해 알제리를 식민지화하고 있었고, 이를 문명화 사명의 일부라고 주장했다. 베르네는 약 2000년 전의 로마의 북아프리카 식민지화를 반영하여 신고전주의 양식으로 알제리 군인을 훈련시키는 프랑스 하사관, 알제리 도로를 건설하는 프랑스 엔지니어, 알제리 밭을 경작하는 프랑스 군인을 그렸다.

### 후기 경력

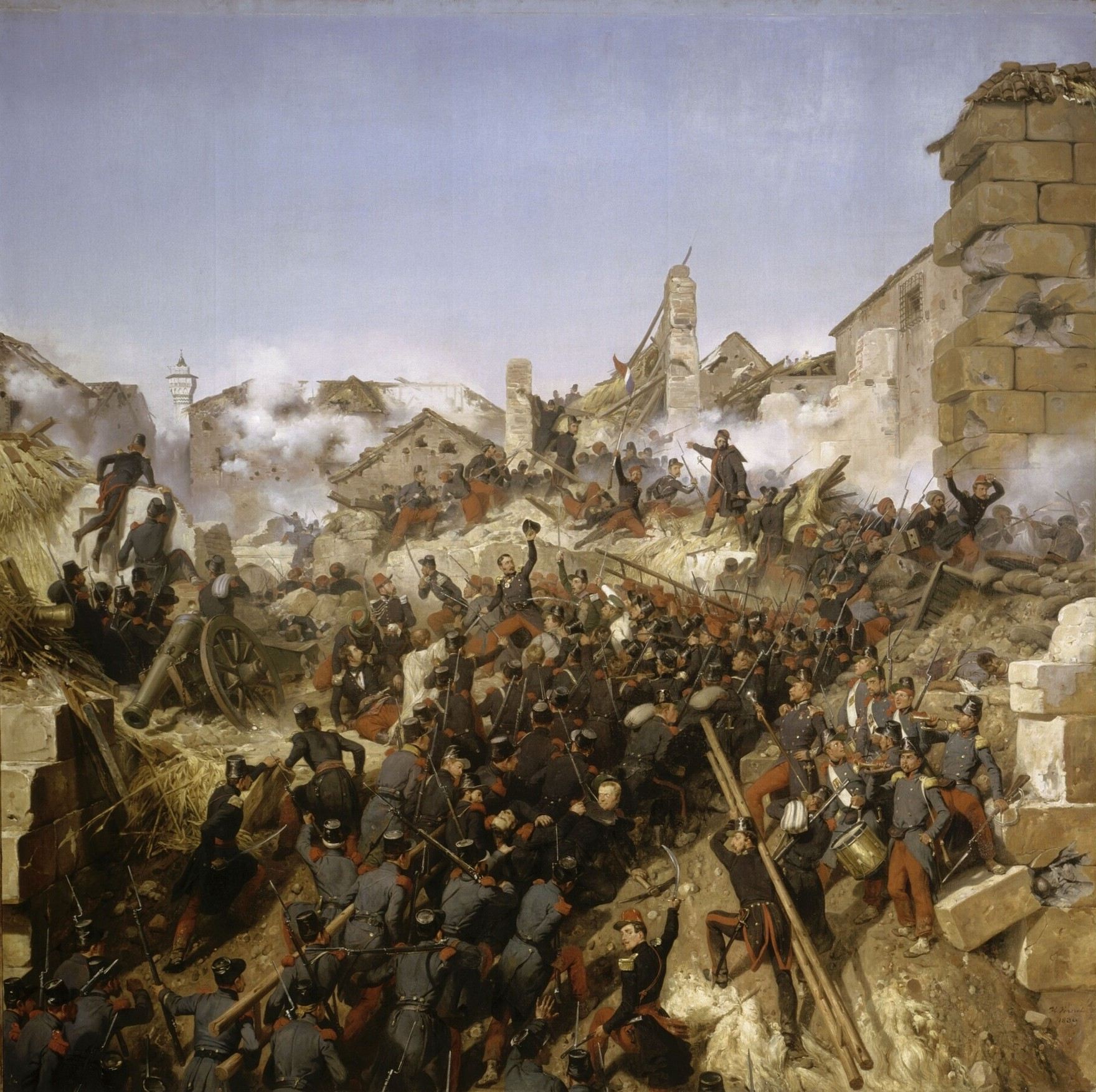
《콘스탄티누스 함락》, 1838년, 베르사유궁

《스마흘라 함락》, 《콘스탄티누스 함락》 등 알제리 전투를 묘사한 그의 그림은 전투의 열기 속에서 군대의 모습을 생생하게 묘사했으며 당시 프랑스인들에게 큰 호평을 받았다. 1848년 혁명으로 7월 군주제가 무너진 후, 베르네는 나폴레옹 3세로부터 새로운 후원자를 알게됐다. 그는 제2제정 기간 동안 영웅적인 프랑스 군대의 모습을 계속해서 그렸고, 사실적인 방식에 대한 그의 헌신을 유지했다. 그는 크림 전쟁 동안 프랑스 군대에 소속되어 알마 전투를 포함한 여러 그림을 그렸는데, 이 작품은 그의 이전 그림만큼 좋은 평가를 받지 못했다. 정확하진 않지만 한 일화에 따르면, 베르네가 국왕으로부터 자신의 그림에서 특정 불쾌한 장군을 제거해 달라는 요청을 받았을 때, 그는 "저는 역사 화가입니다, 폐하. 그리고 저는 진실을 훼손하지 않을 것입니다"라고 대답했다고 한다. 이는 그가 전쟁을 역사적이고 사실적으로 묘사하는 데 충실했다는 것을 보여준다.
베르네는 다게레오타이프 사진에도 관심을 가졌다. 그는 그림에 대한 참고 자료로 이집트에서 사진을 찍었고, 1840년 3월 이집트로 가는 도중 몰타에 들러 마노엘 요새에서 섬의 가장 오래된 사진을 찍었다. 오늘날 이 초기 사진들은 사라진 것으로 여겨진다.
화가이자 제자이기도 한 그의 조카 Frédéric Goupil-Fesquet는 Voyage d'Horace Vernet en Orient (2권, 1844)를 썼다.
베르네는 1862년 12월 나폴레옹 3세로부터 레지옹 도뇌르 그랑도피시에 훈장을 받았으며 1863년 1월 자신의 고향 파리에서 사망했다.

## 문학에서
아서 코난 도일의 《셜록 홈즈》 이야기 〈그리스어 통역관〉에서 홈즈는 자신이 베르네와 친척이라고 주장하며, "내 조상은 시골 영주였고... 할머니는 프랑스 예술가 베르네의 자매였습니다"라고 말하는 장면이 있다. 여기서 언급된 '베르네'라는 인물은 당시 오라스 베르네가 65세로 셜록 홈즈보다 나이가 많았고 다른 베르네들은 훨씬 이전에 살았기 때문에 일반적으로 오라스 베르네로 추정된다. 홈즈와 베르네의 관계는 로리 R. 킹의 2024년 소설 《랜턴의 춤》에서도 핵심 줄거리로 등장한다.

## 작품

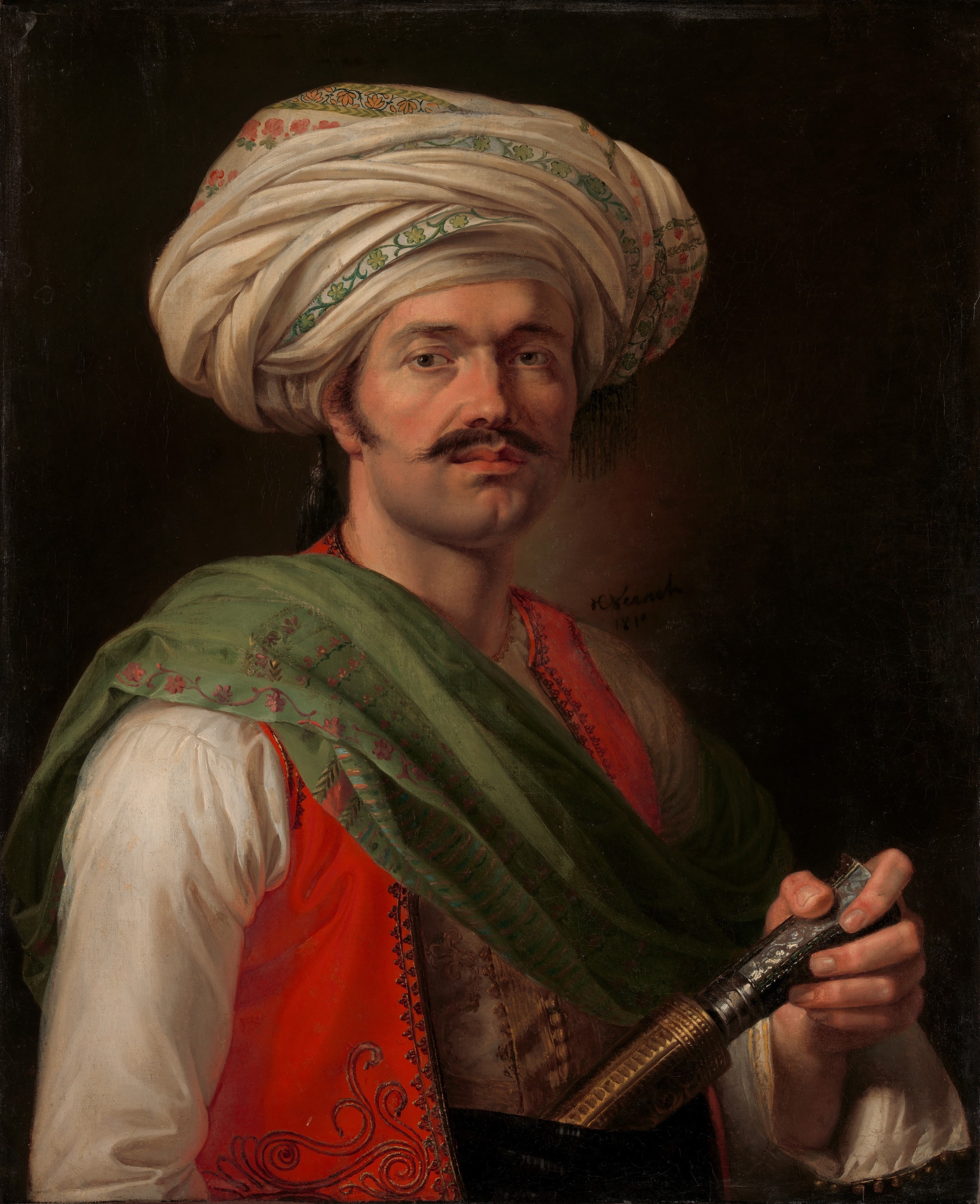
《루스탐 라자의 초상화》, 1810년, 메트로폴리탄 미술관
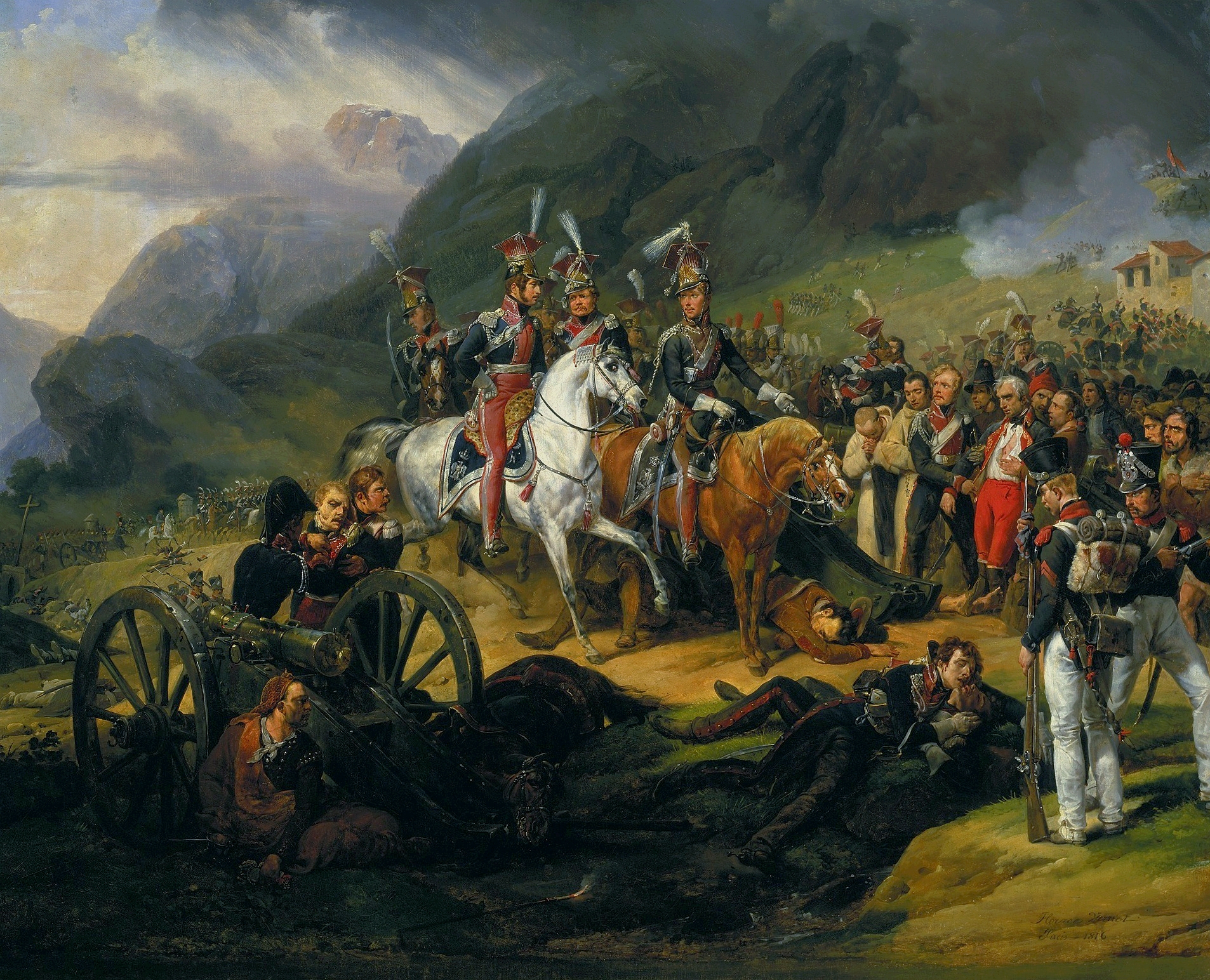
《소모시에라 전투》, 1816년, 바르샤바 국립미술관
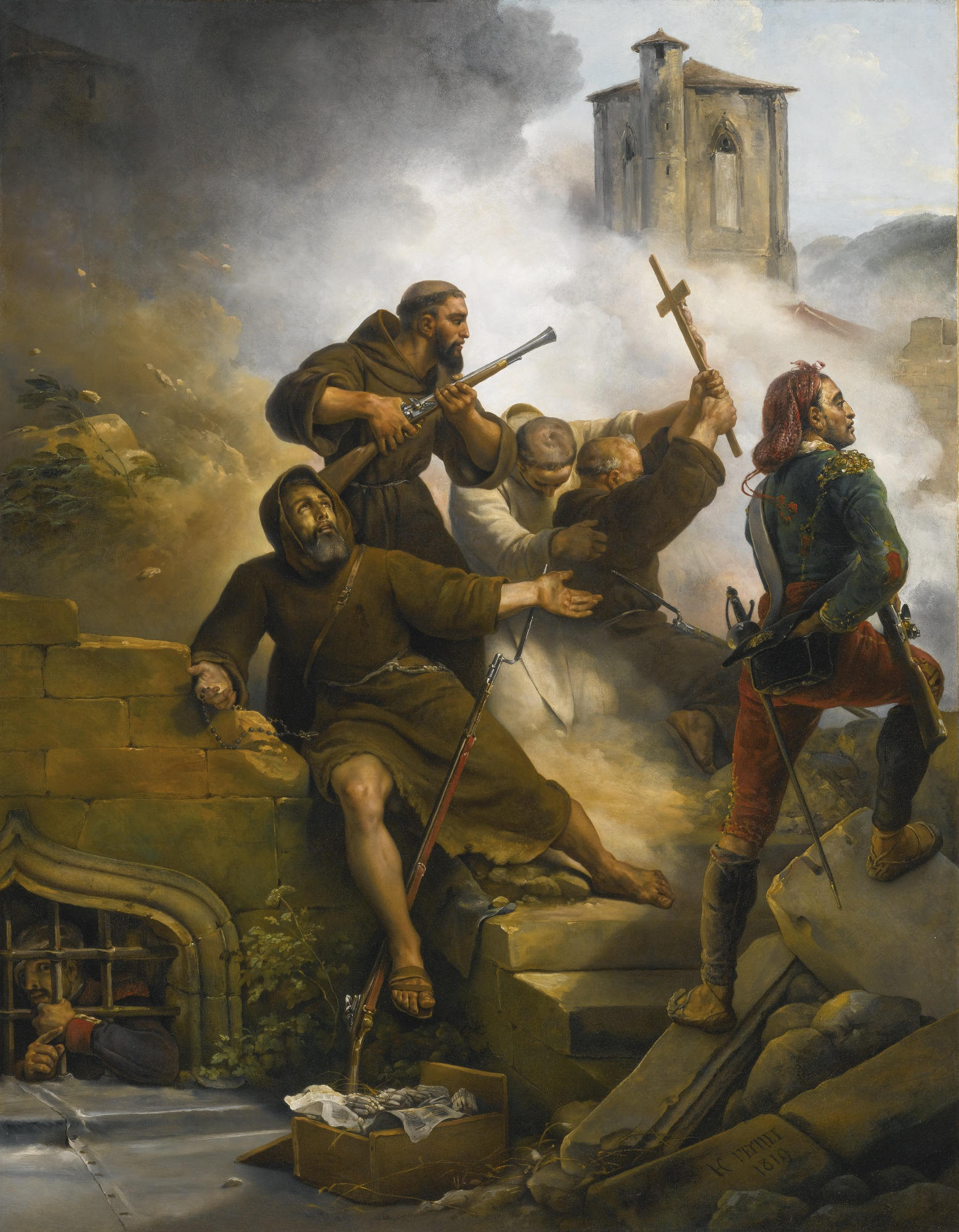
《사라고사 포위전》, 1819년
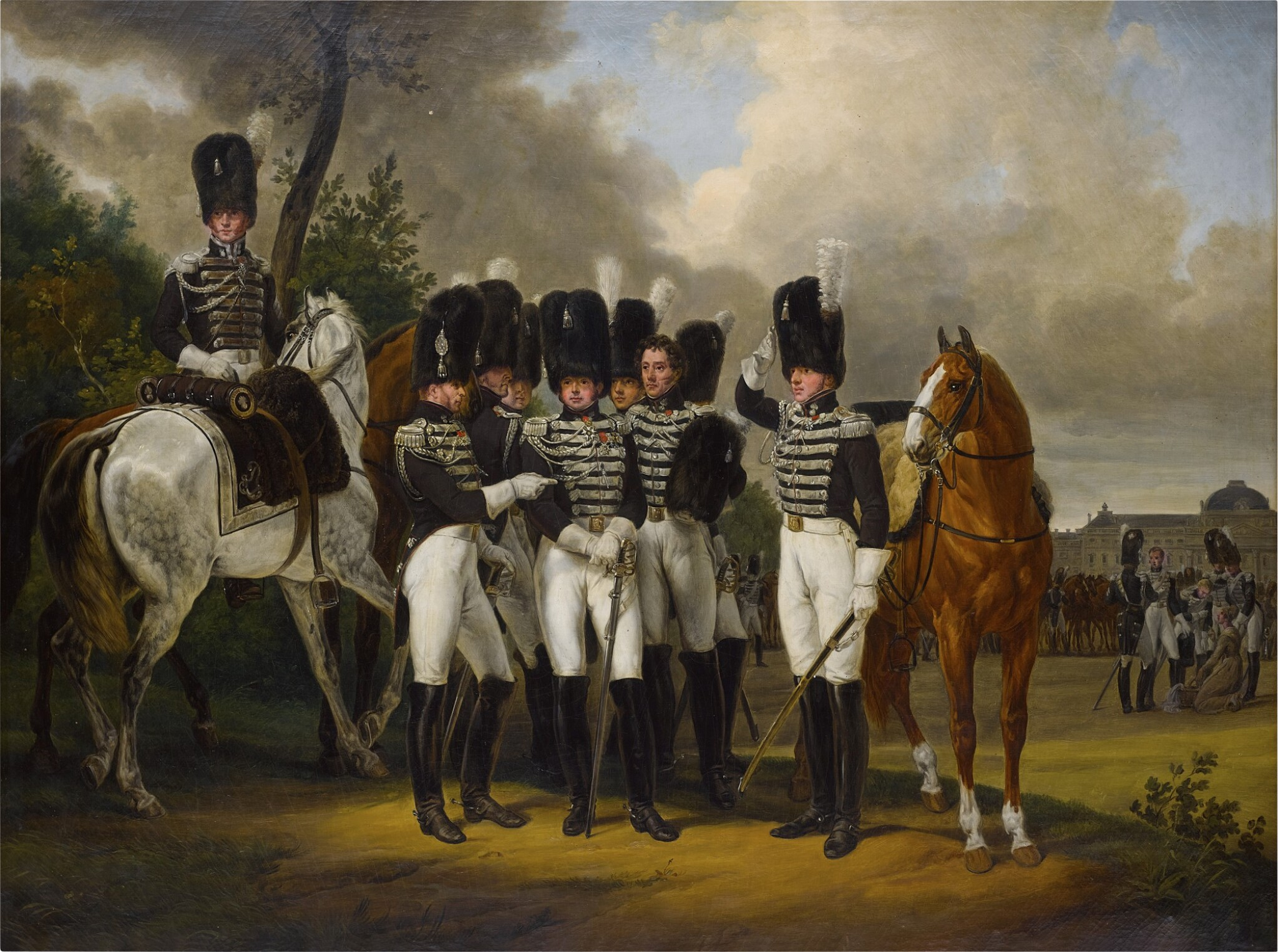
《Talhouët-Roy 제네랄 후작의 초상화》, 1819년
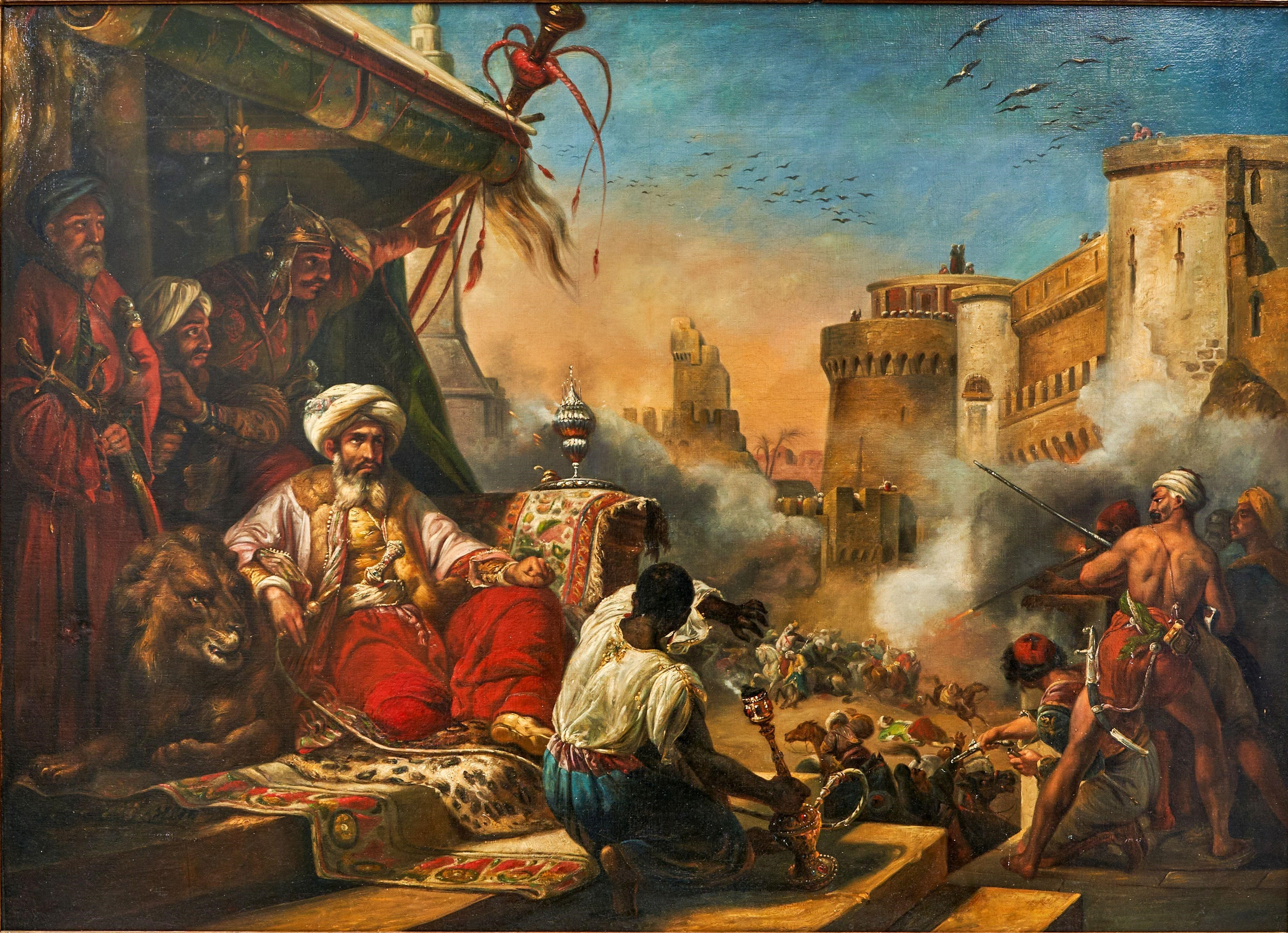
《맘루크 학살》, 1819년, 피카르디 박물관
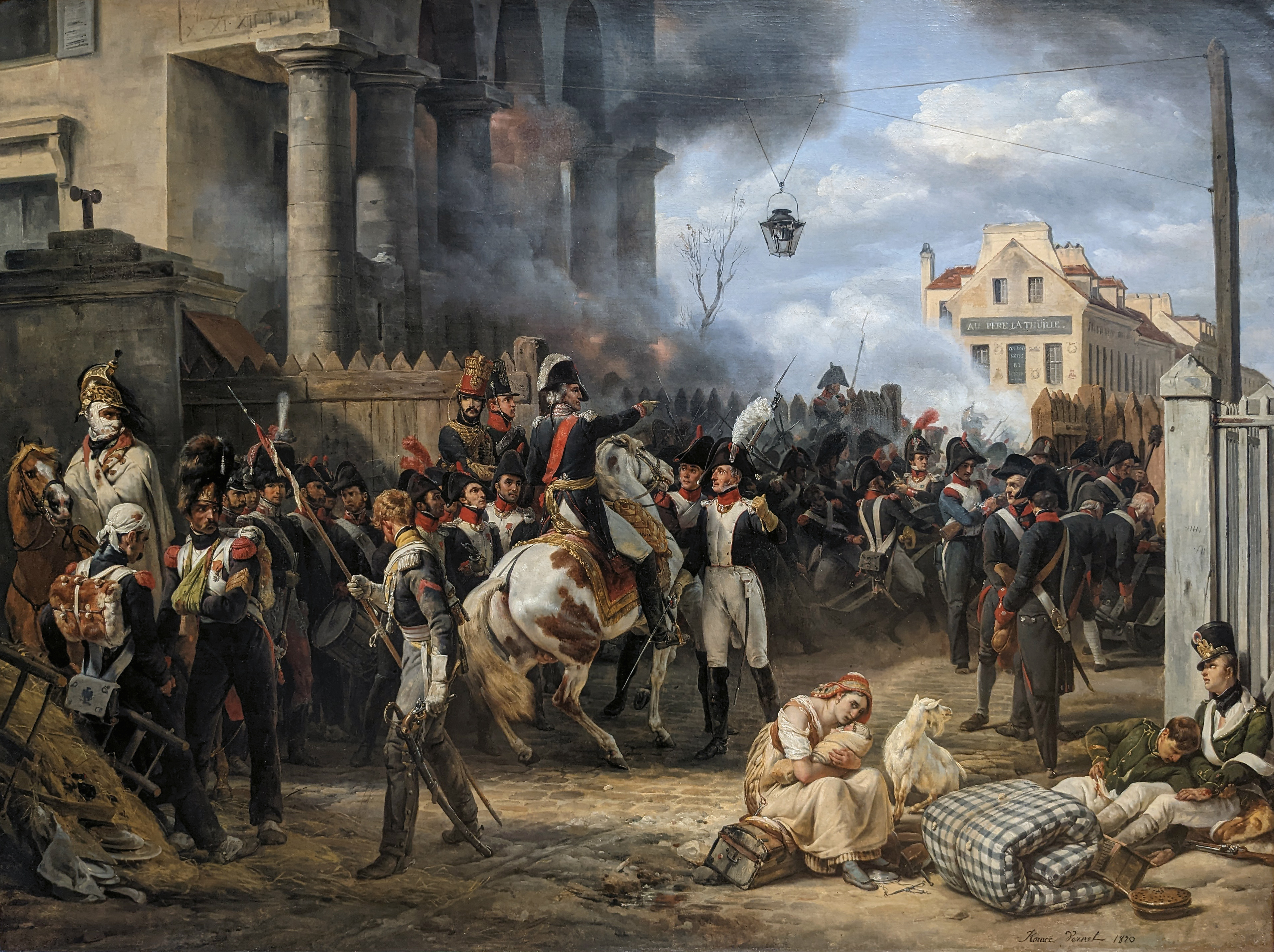
《클리시의 장벽》, 1820년, 루브르 박물관
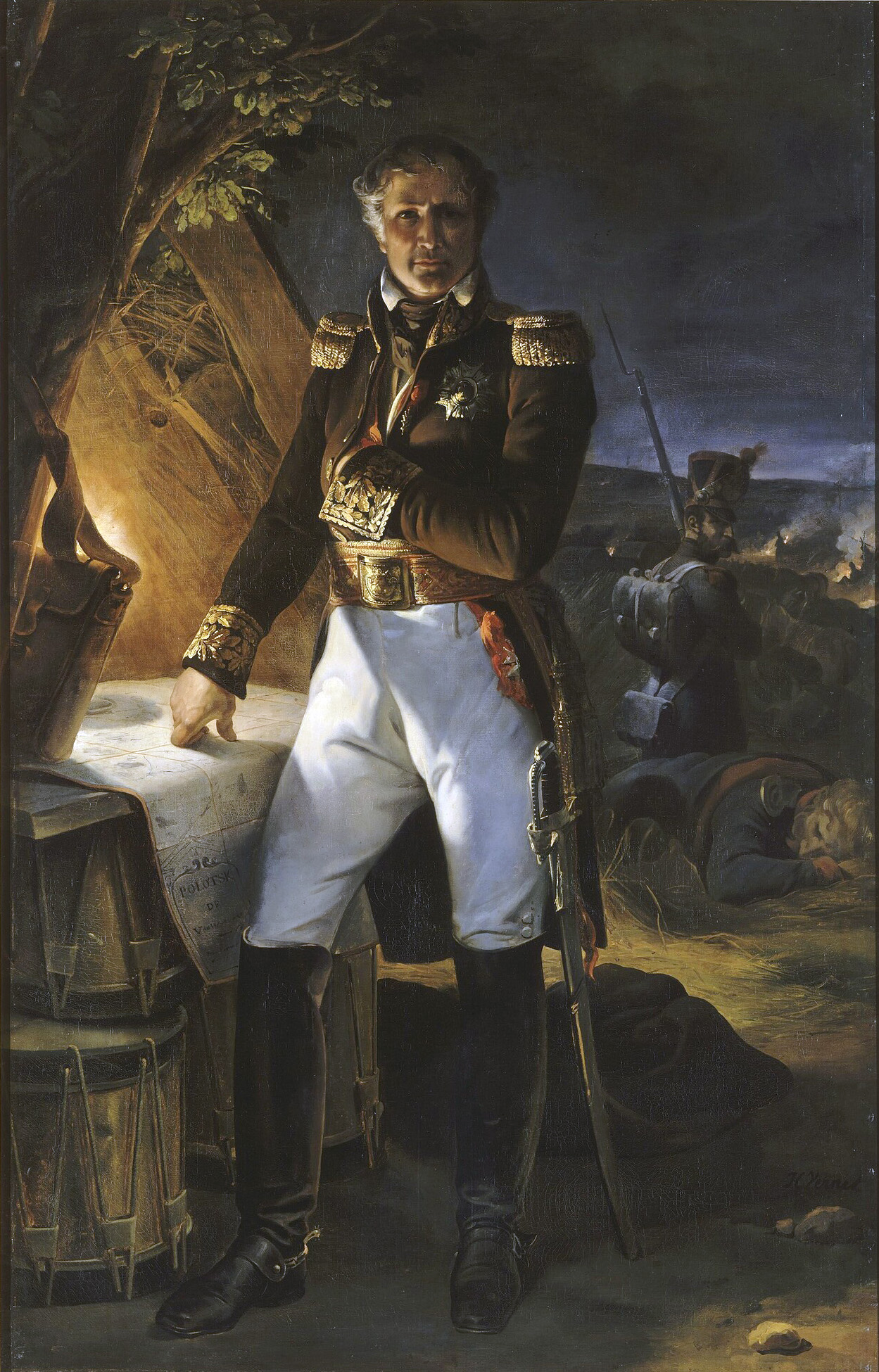
《로랑 드 구비옹 생시르의 초상》, 1821년, 베르사유궁
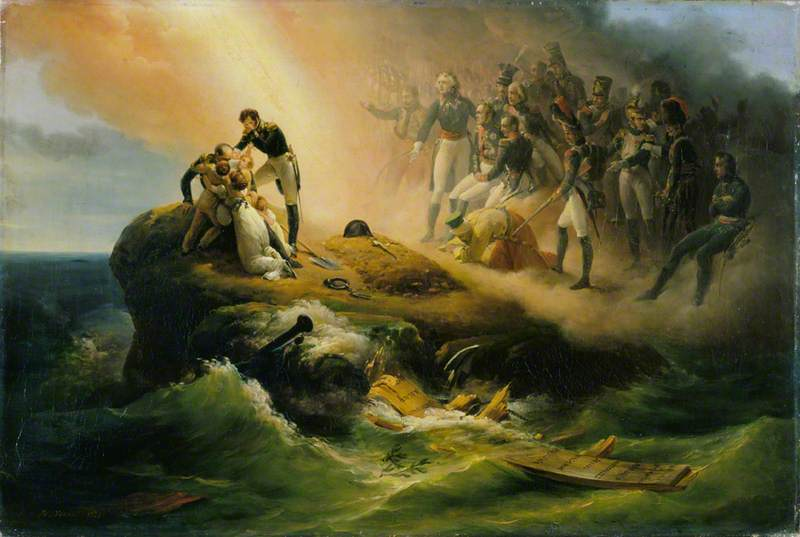
《나폴레옹의 무덤》, 1821년, 월리스 컬렉션
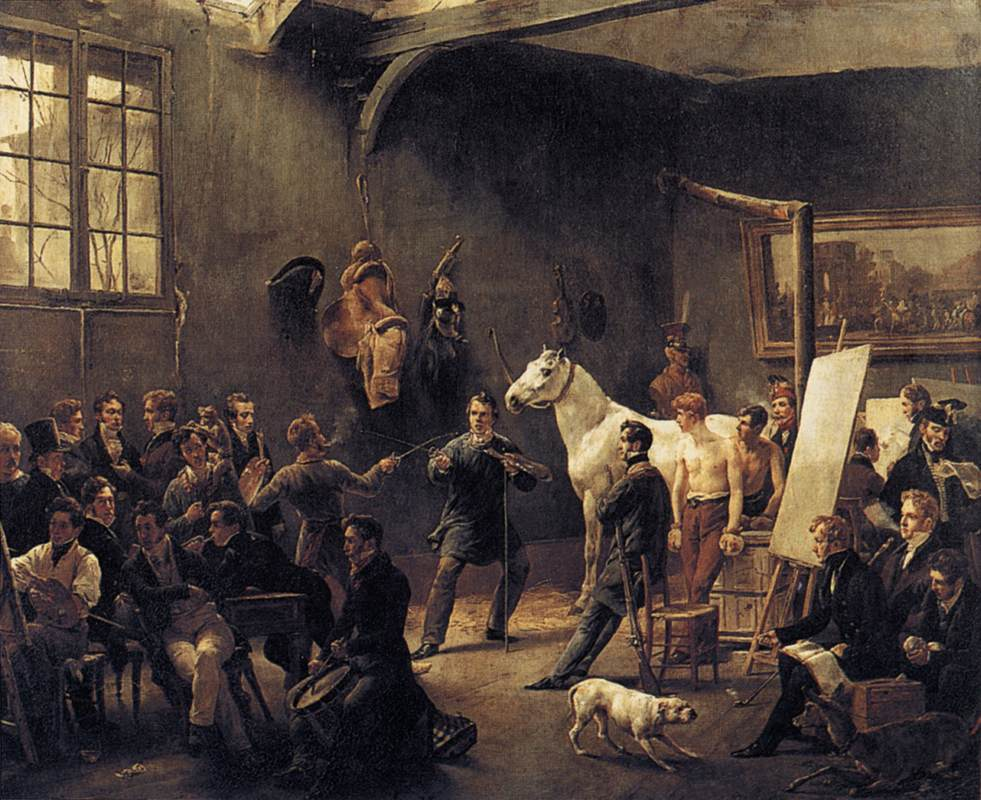
《아틀리에》(L'Atelier), 1820년경
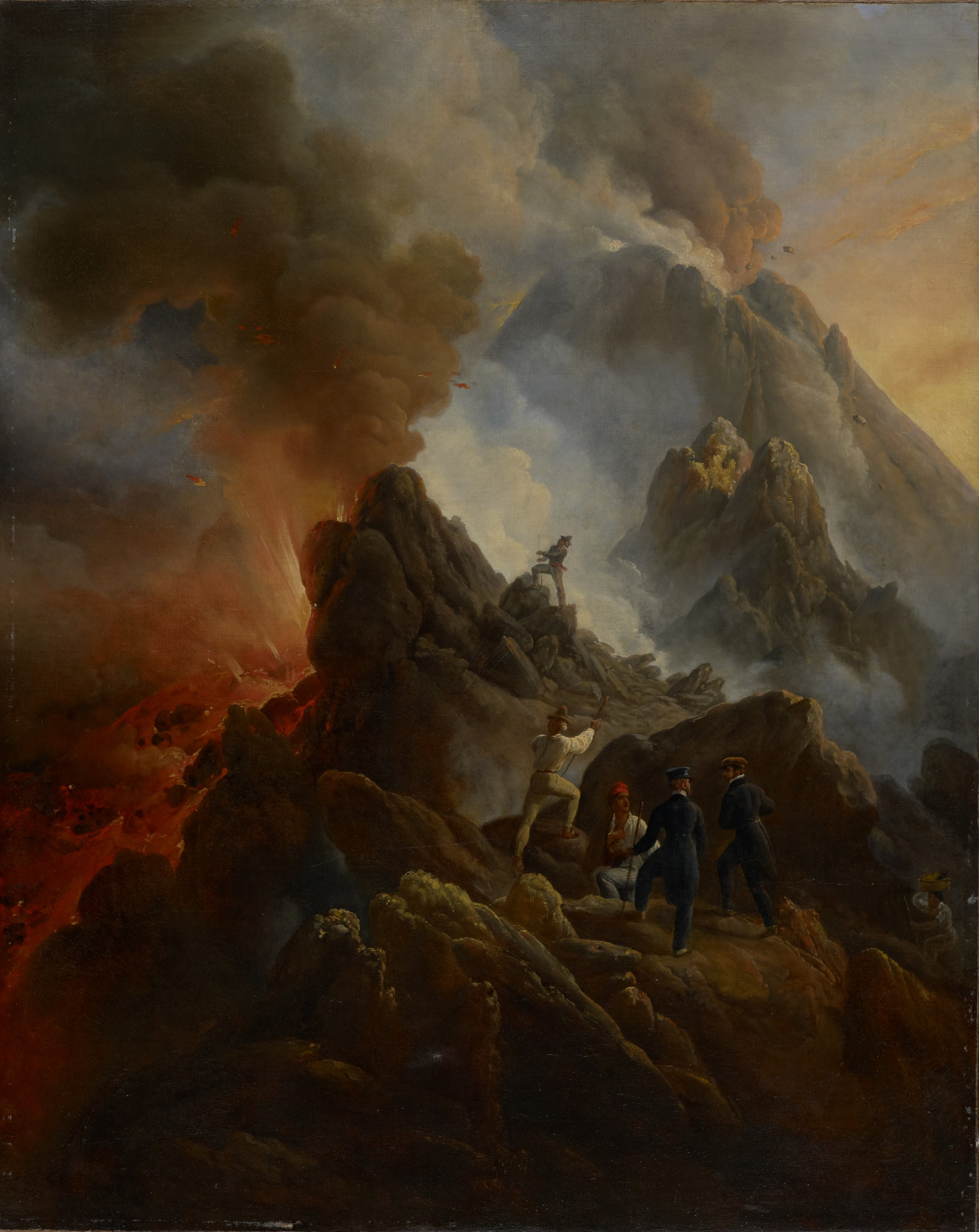
《베수비오 화산 폭발》, 1822년, 휴스턴 미술관
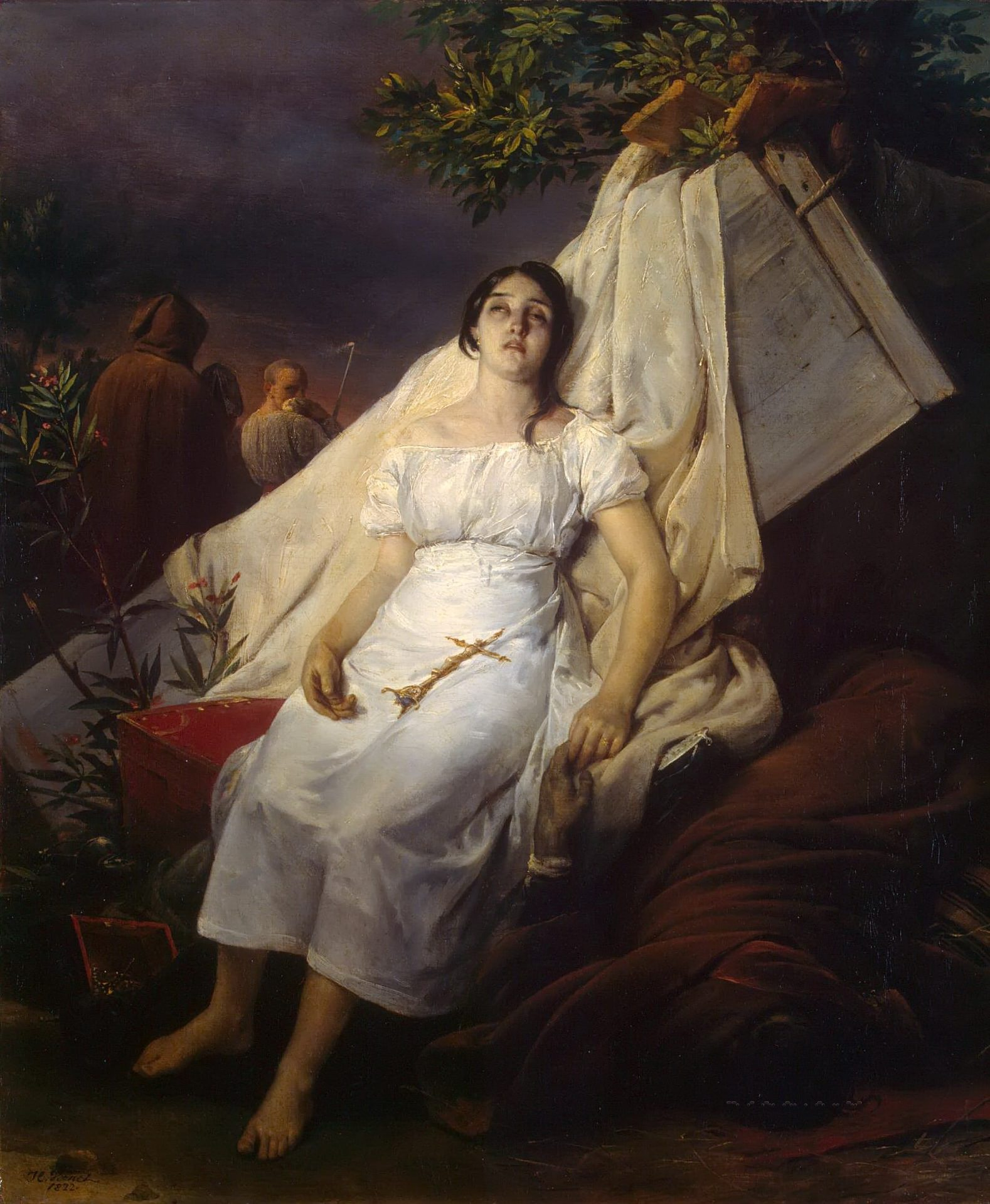
《1819년 바르셀로나의 전염병》, 1822년, 에르미타시 박물관
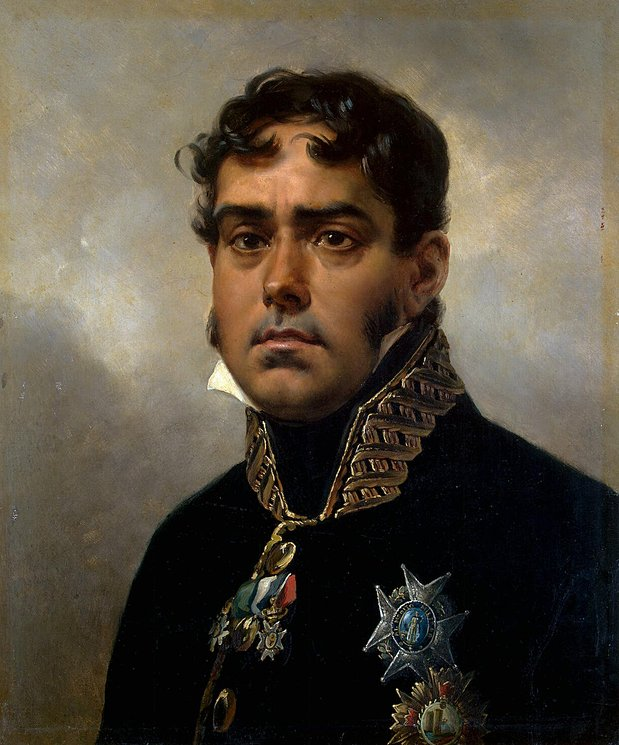
《파블로 모릴로의 초상화》, 1822년, 에르미타시 박물관
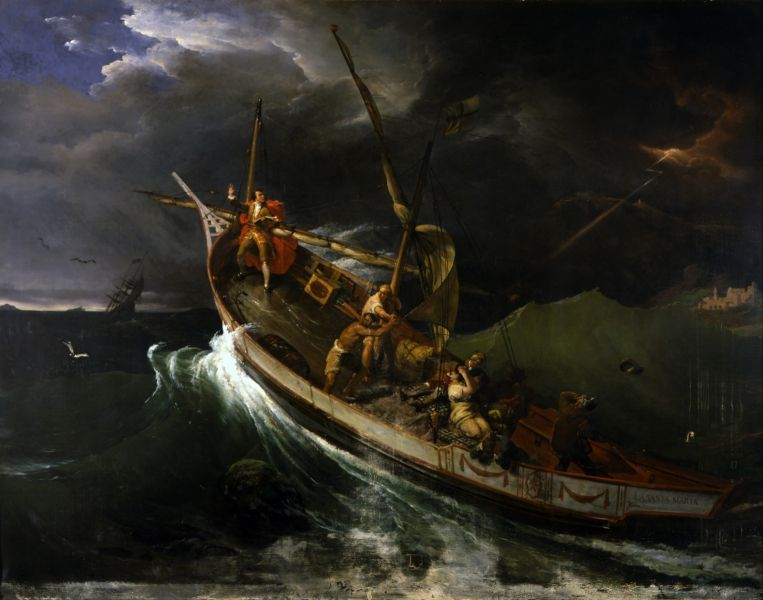
《폭풍 속 돛대에 묶인 조제프 베르네》, 1822년
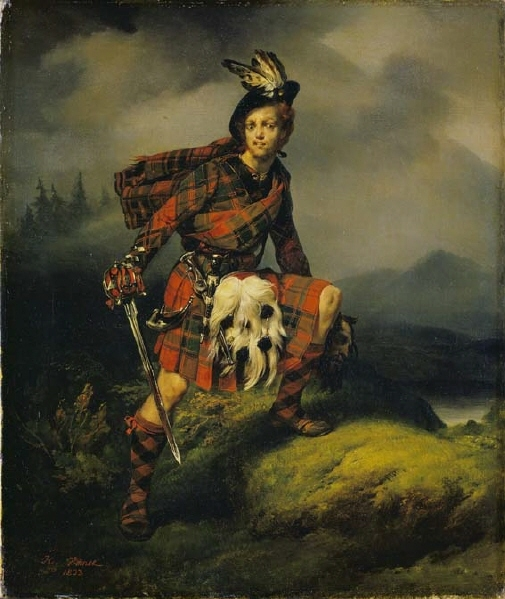
《앨런 멀레이》(Allan M'Aulay), 1823년, 윌리스 컬렉션
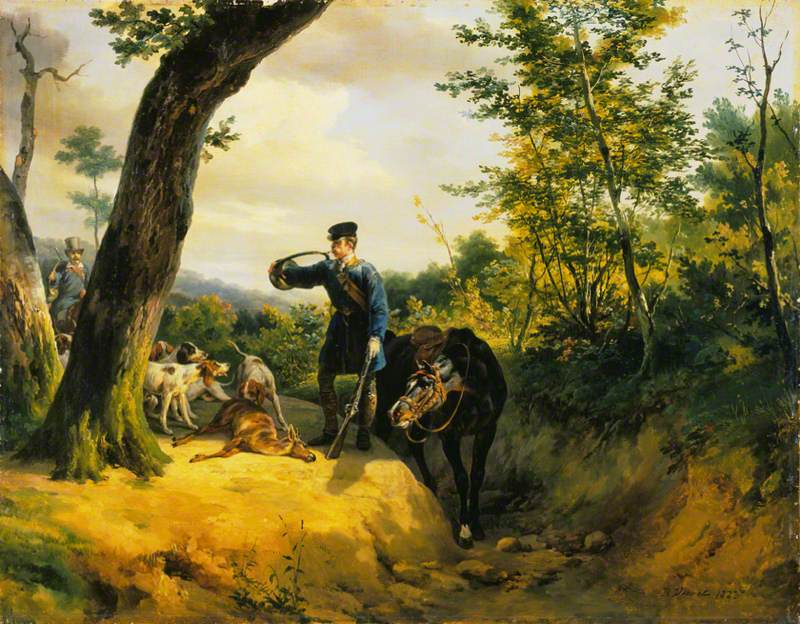
《더 쿼리》(The Quarry), 1823년, 월리스 컬렉션
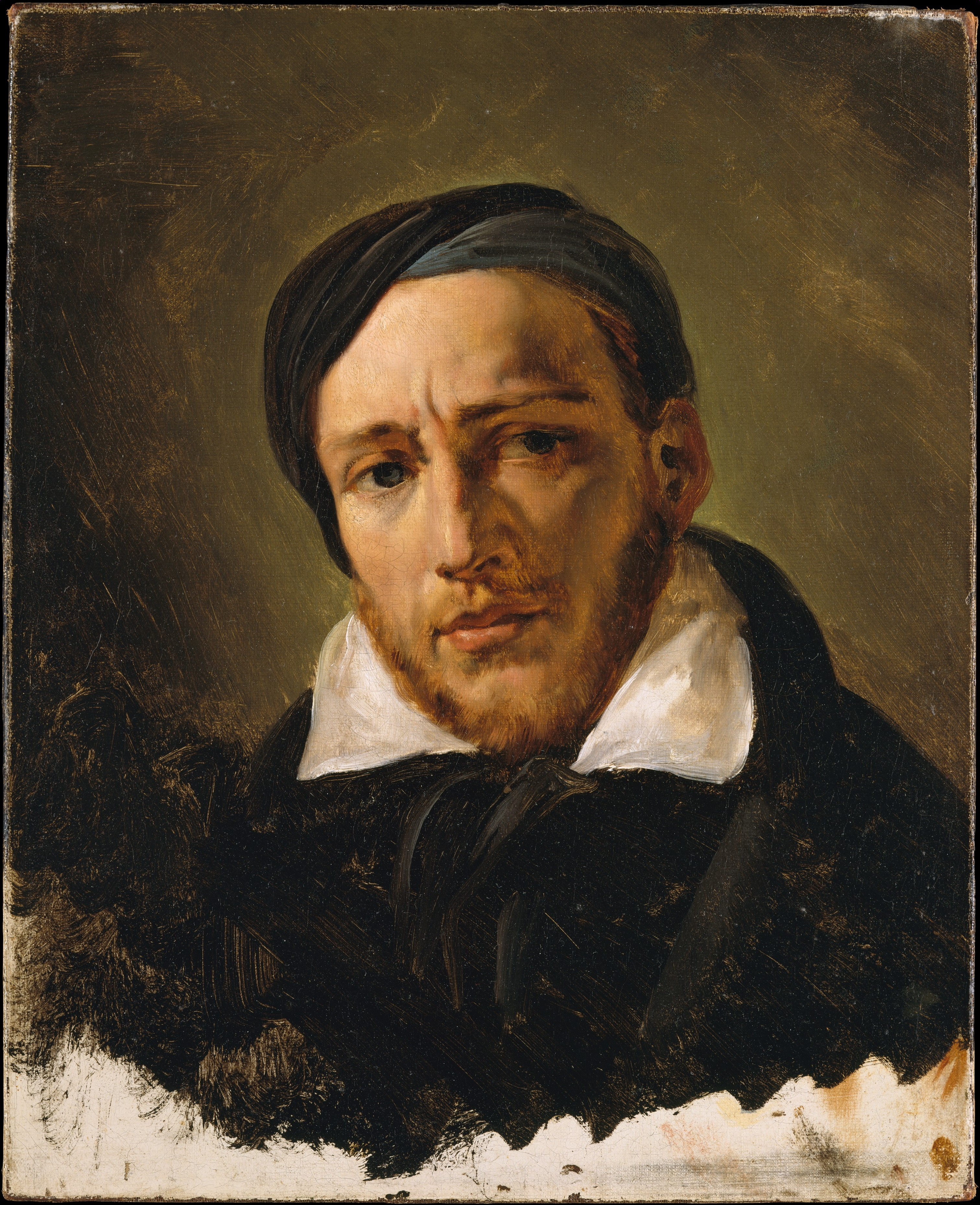
《테오도르 제리코의 초상화》, 1823년, 메트로폴리탄 미술관
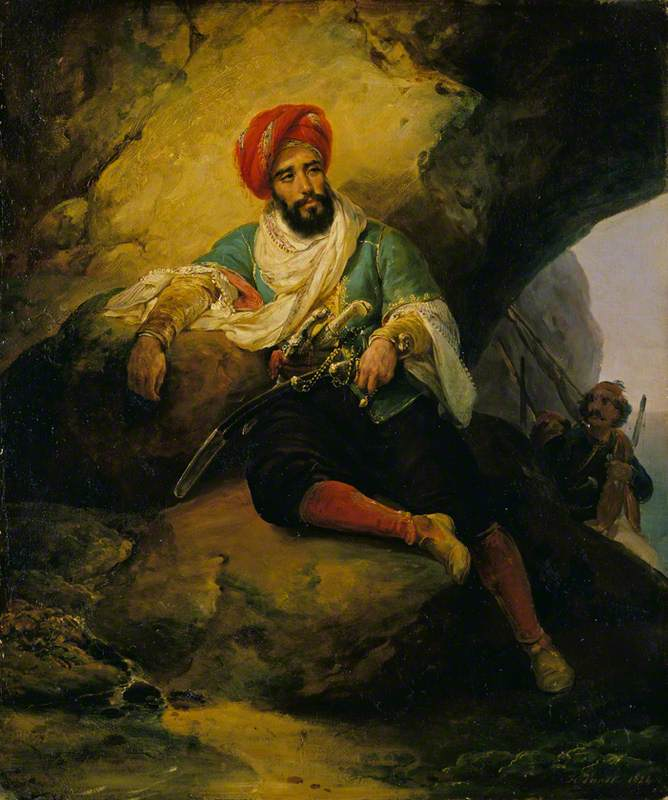
《해적 콘라드》(Conrad the Corsair), 1824년, 월리스 미술관
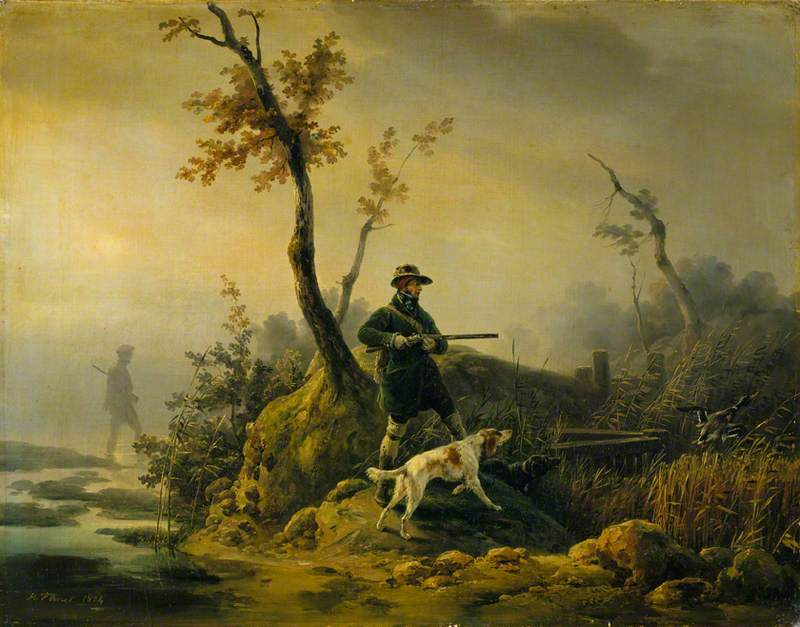
《오리 사냥》, 1824년, 월리스 컬렉션
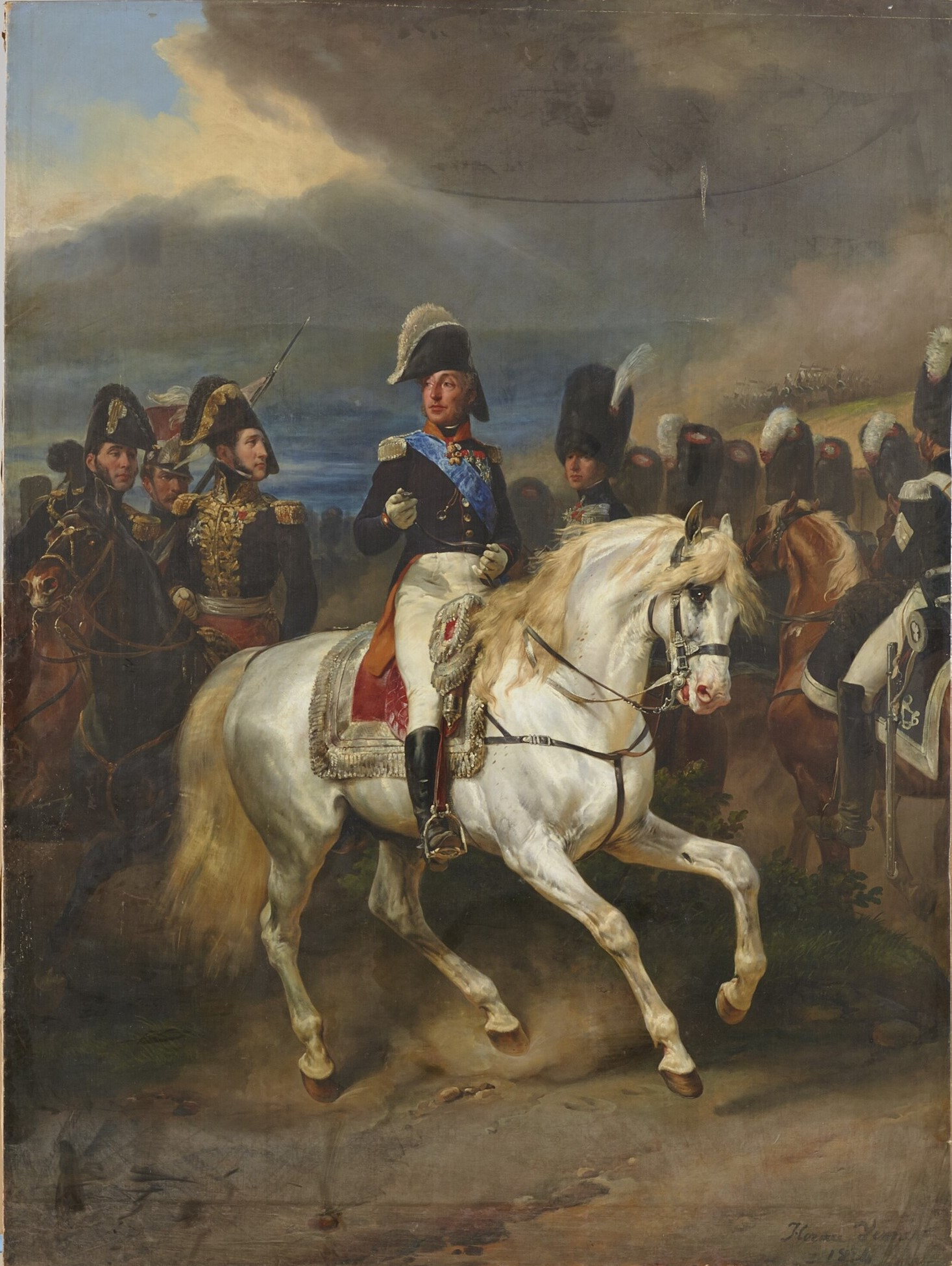
《루이앙투안 다르투아》, 1824년, 베르사유궁
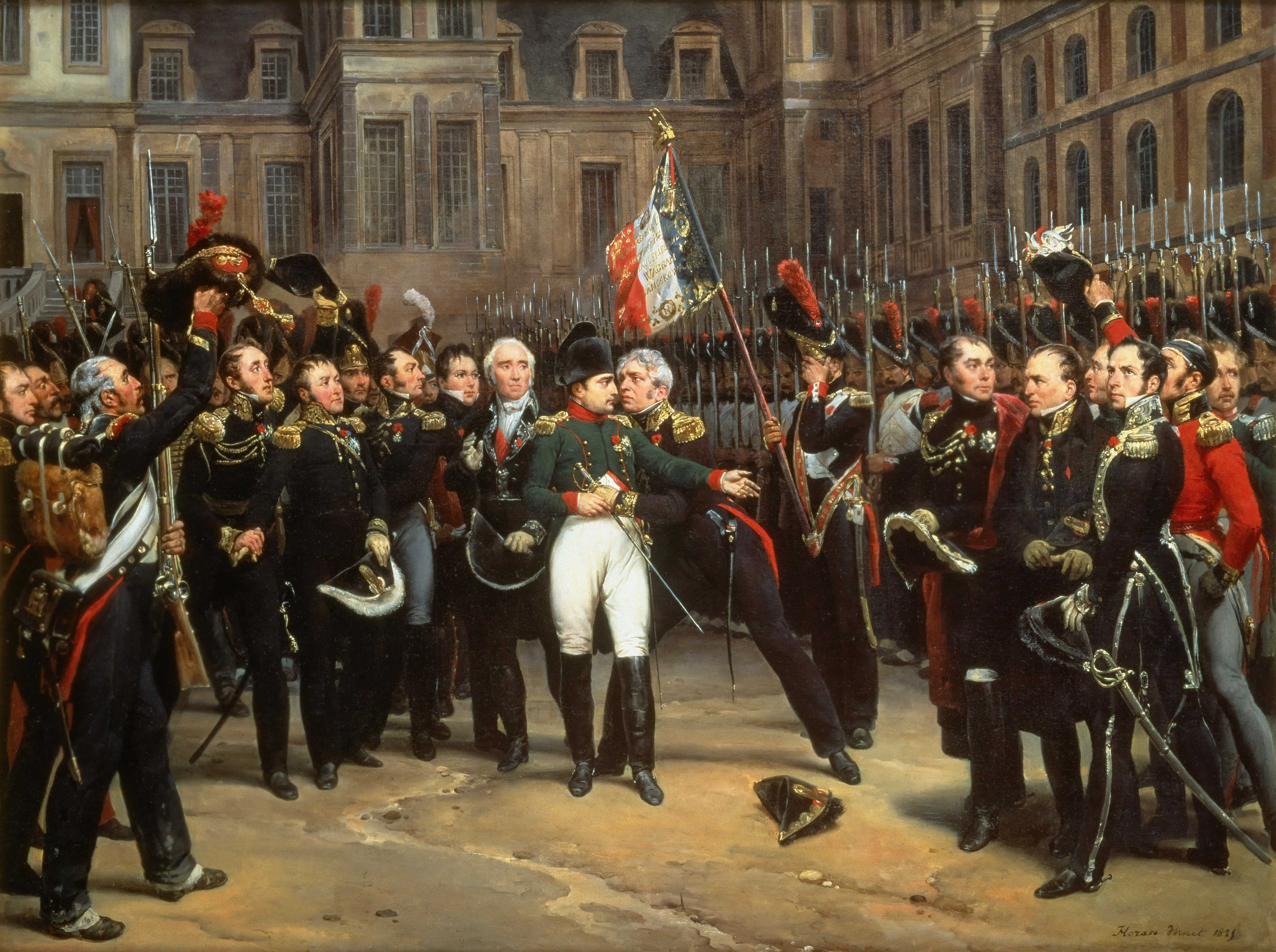
《근위대에 작별 인사하는 나폴레옹》, 1825년
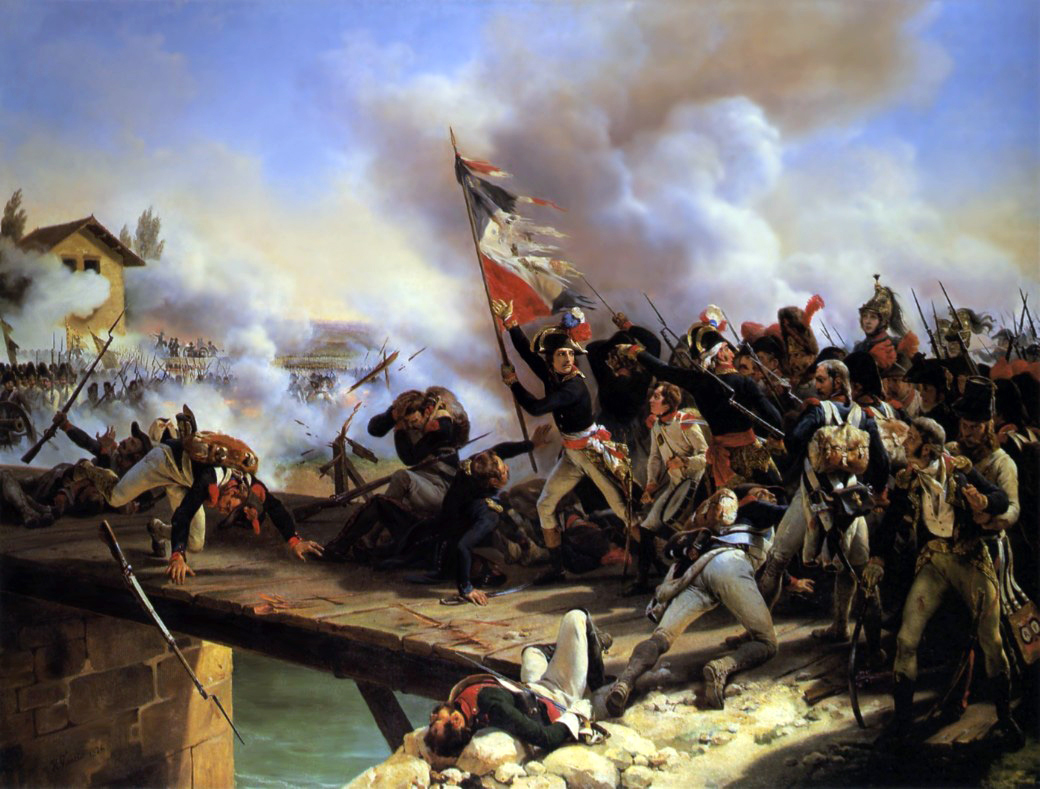
《아르콜 전투에서의 나폴레옹》, 1826년
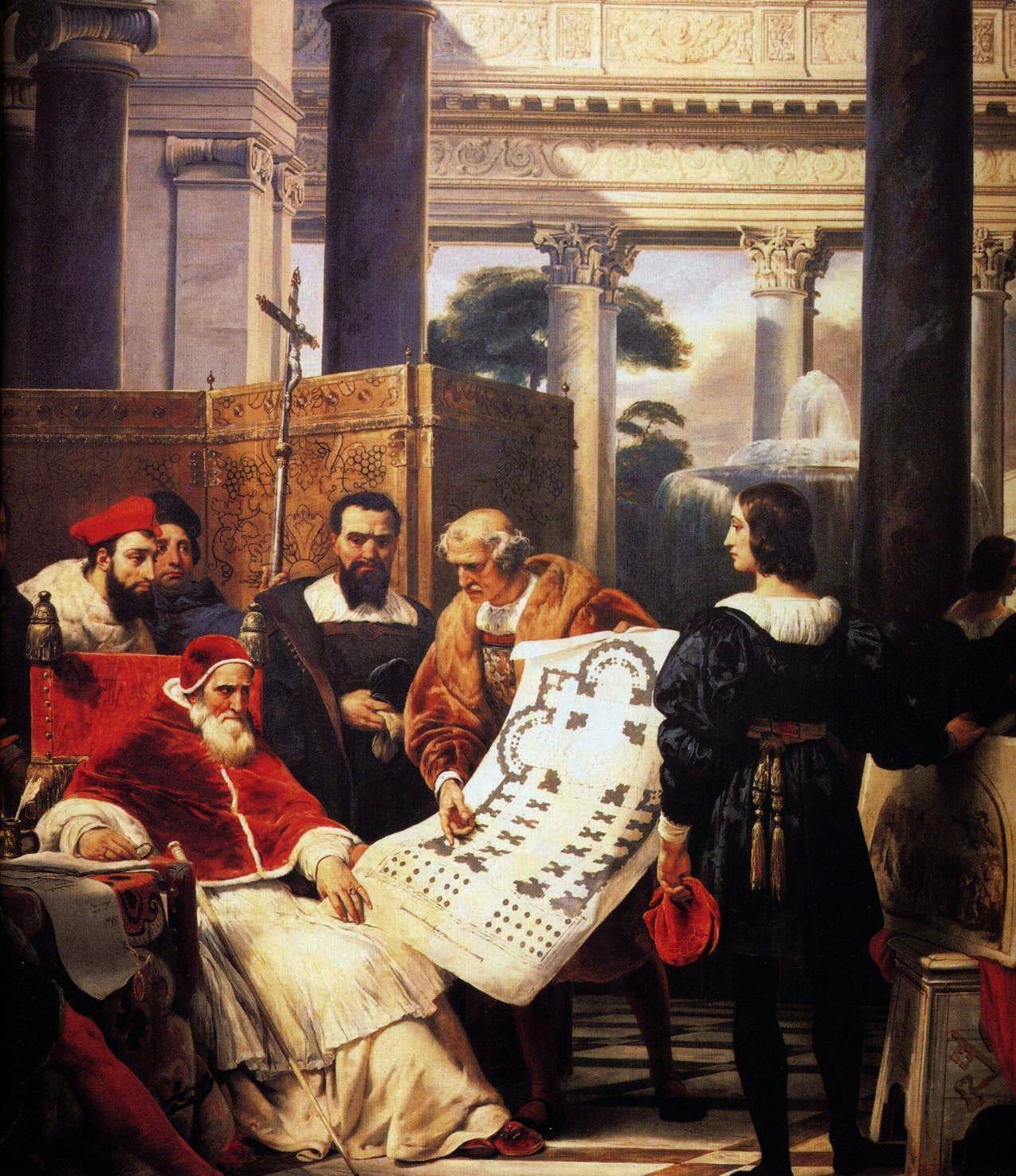
《브라만테와 미켈란젤로에게 성 베드로 대성전 설계를 지시하는 교황 율리오 2세》, 1827년
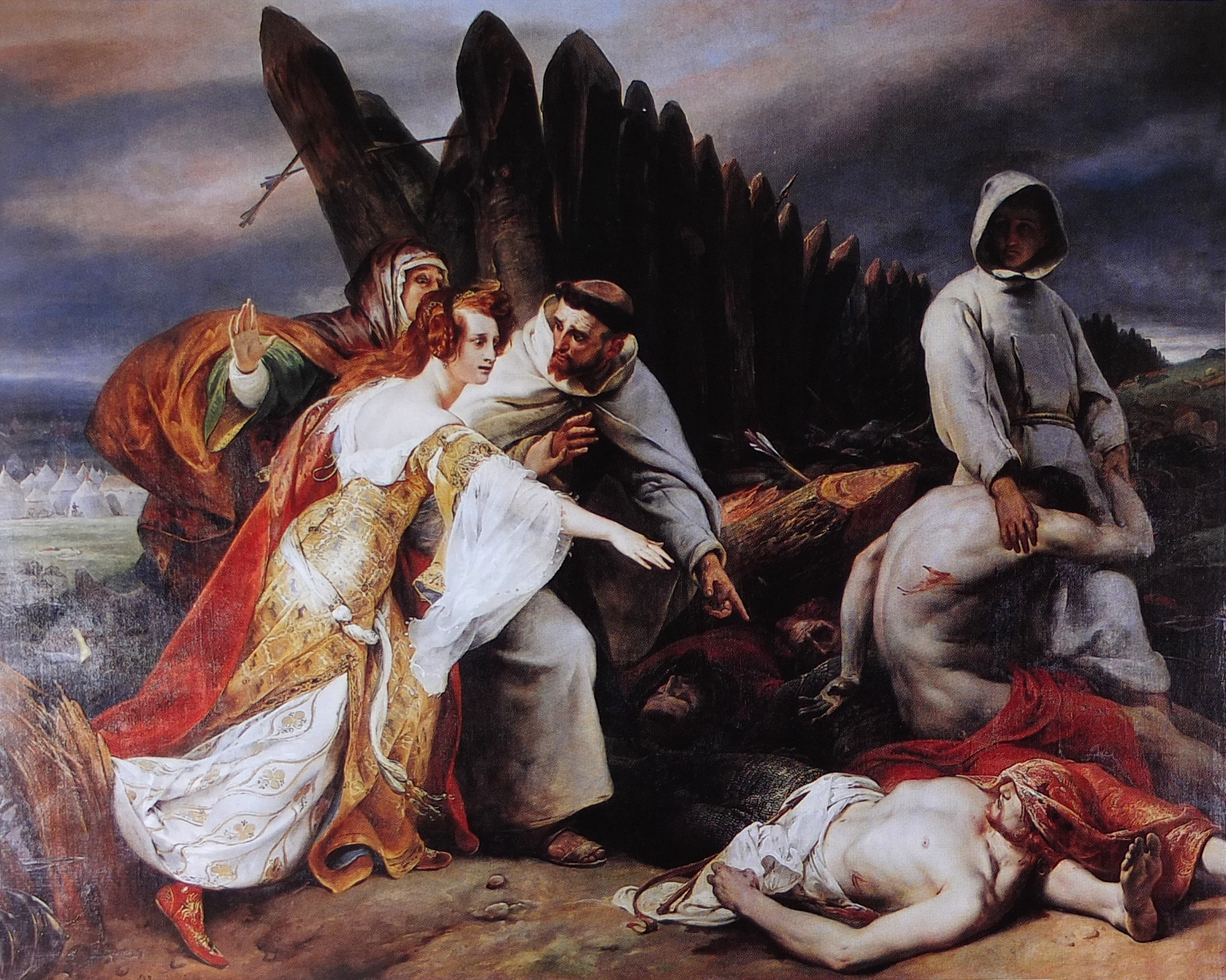
《헤이스팅스 전투 후 해럴드의 시신을 수습하는 이디스》, 1827년
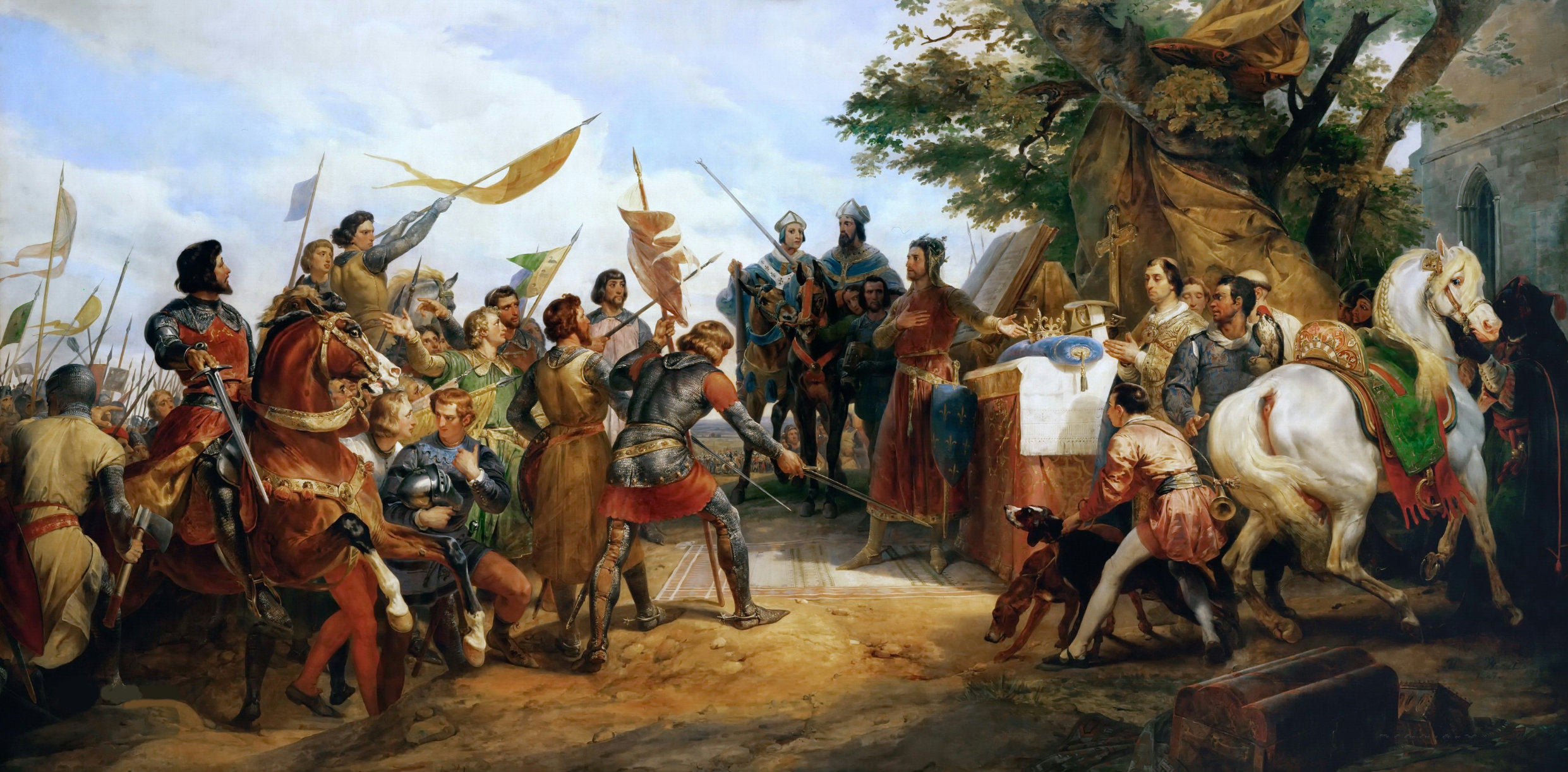
《부빈 전투》, 1827년, 베르사유궁 프랑스 역사 박물관
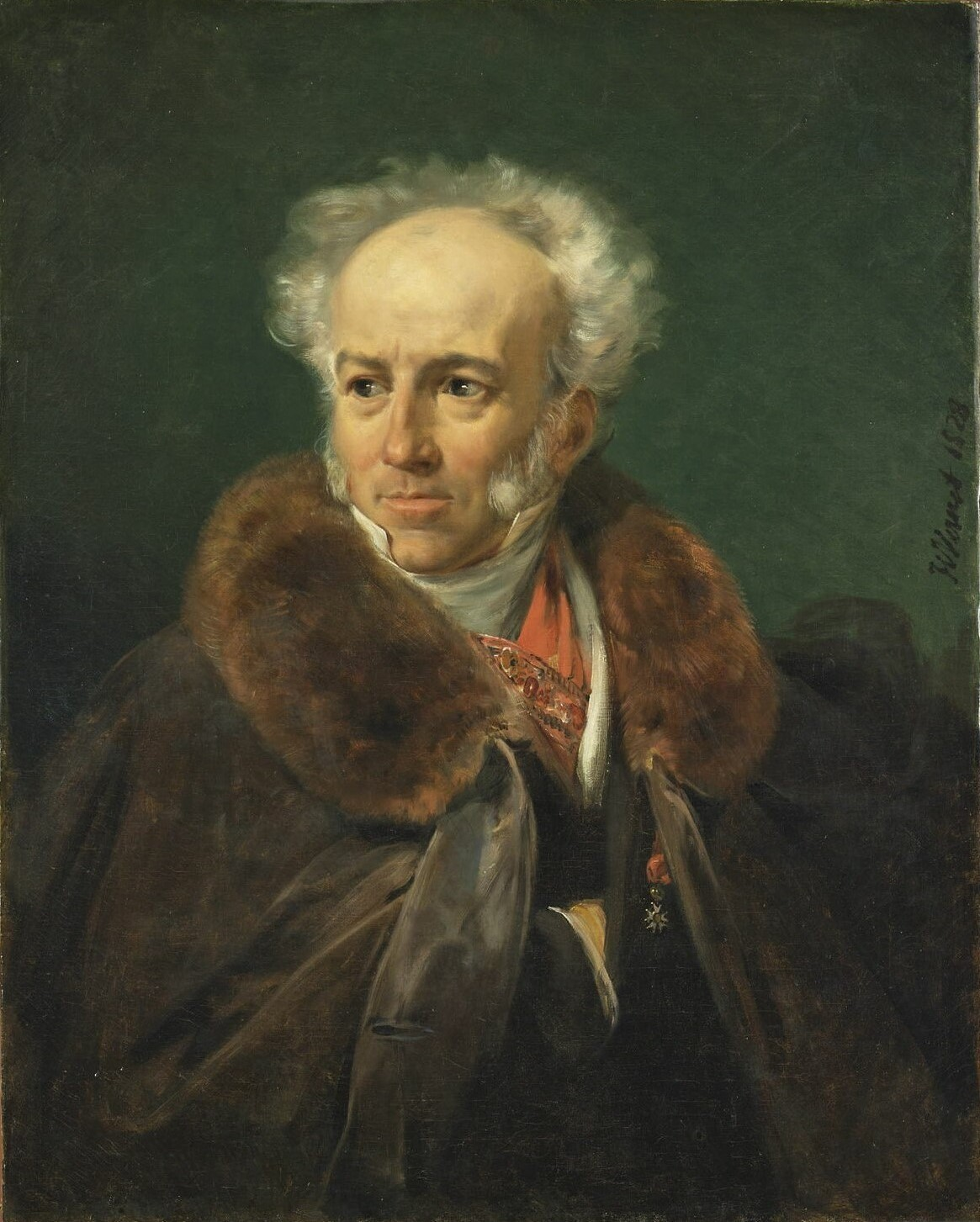
《장바티스트 이자베이의 초상화》, 1828년, 루브르 박물관
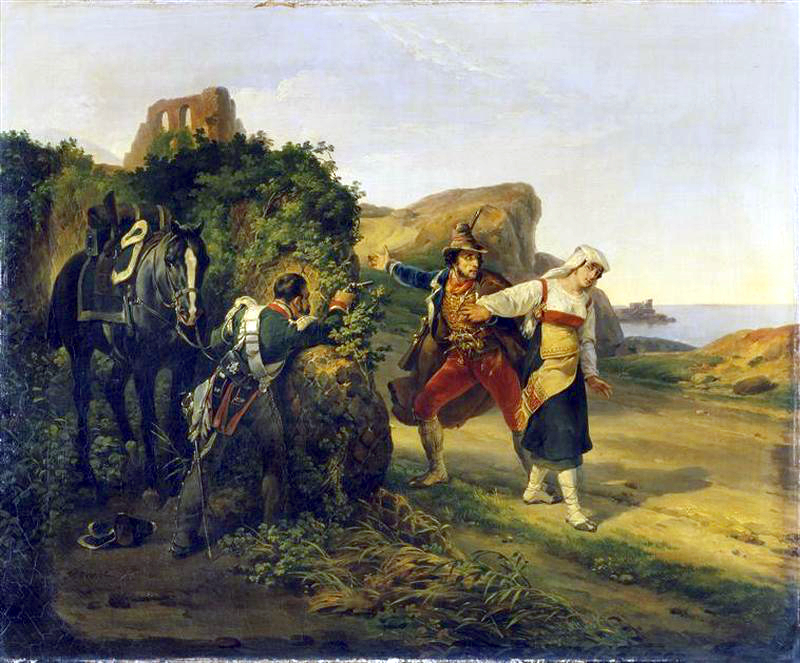
《배신당한 여단》, 1828년, 월리스 컬렉션
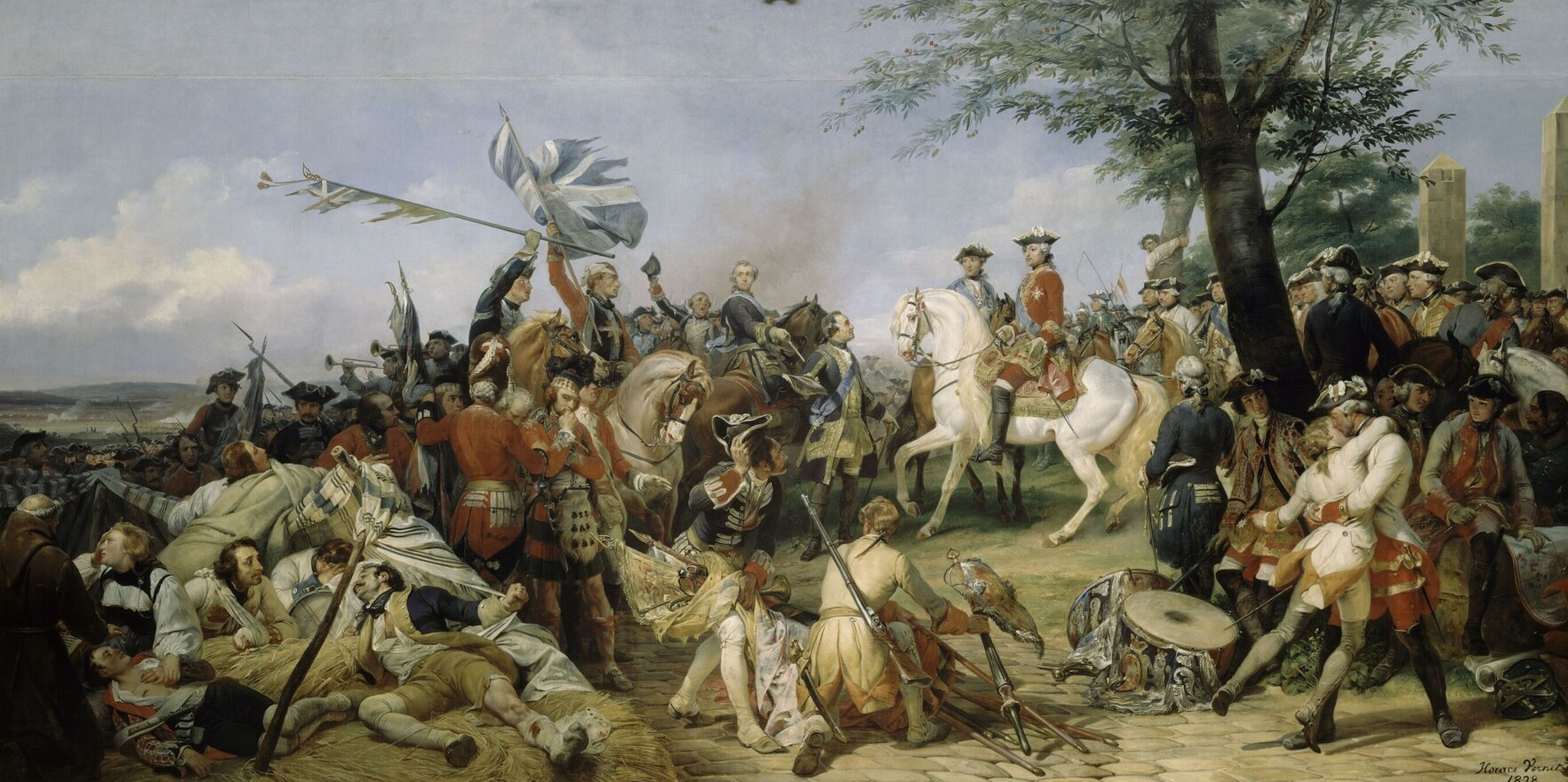
《퐁트누아 전투》, 1828년, 베르사유궁 프랑스 역사 박물관
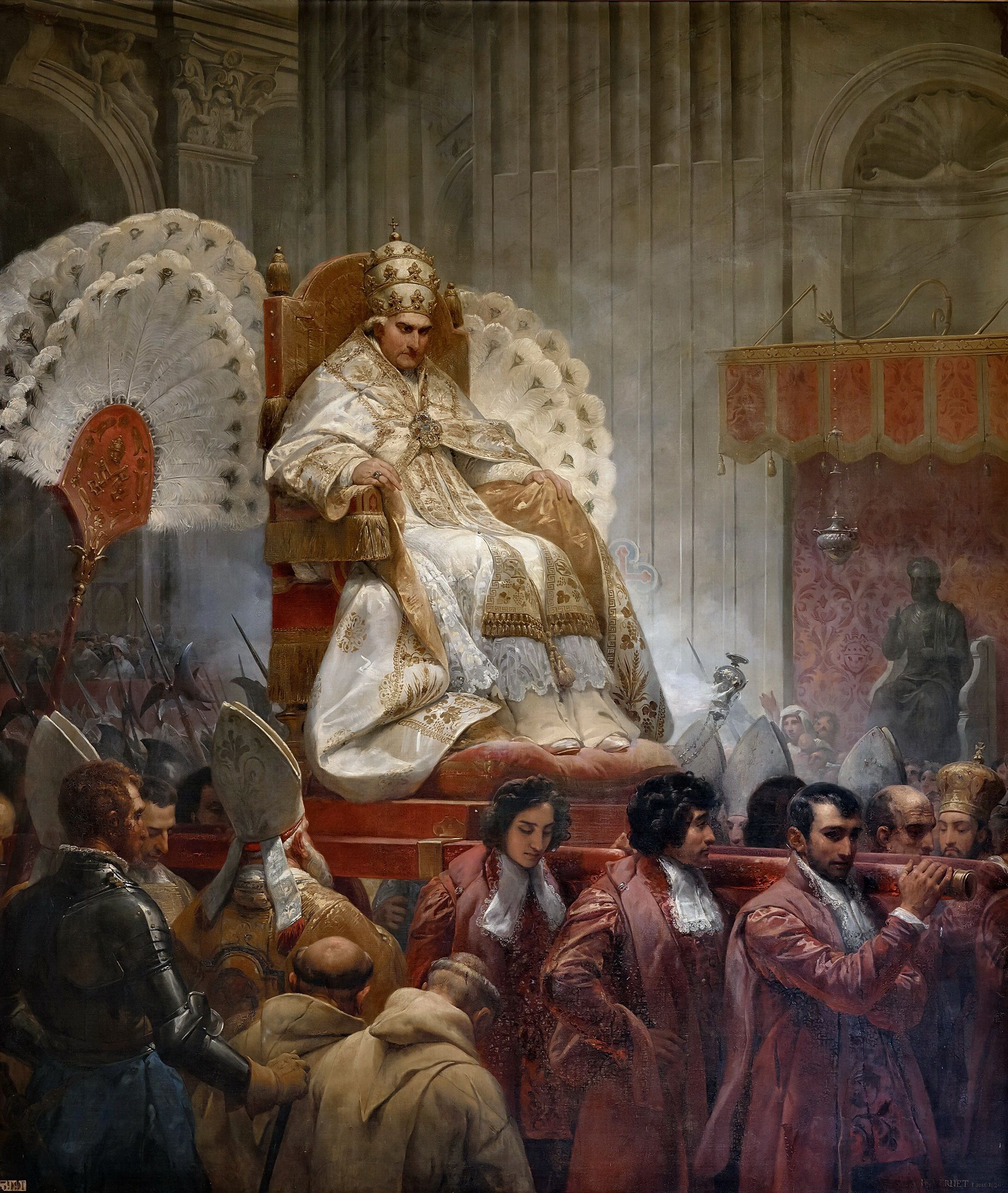
《로마 성 베드로 대성전에 집결한 교황 비오 8세》, 1829년, 베르사유궁 프랑스 역사 박물관
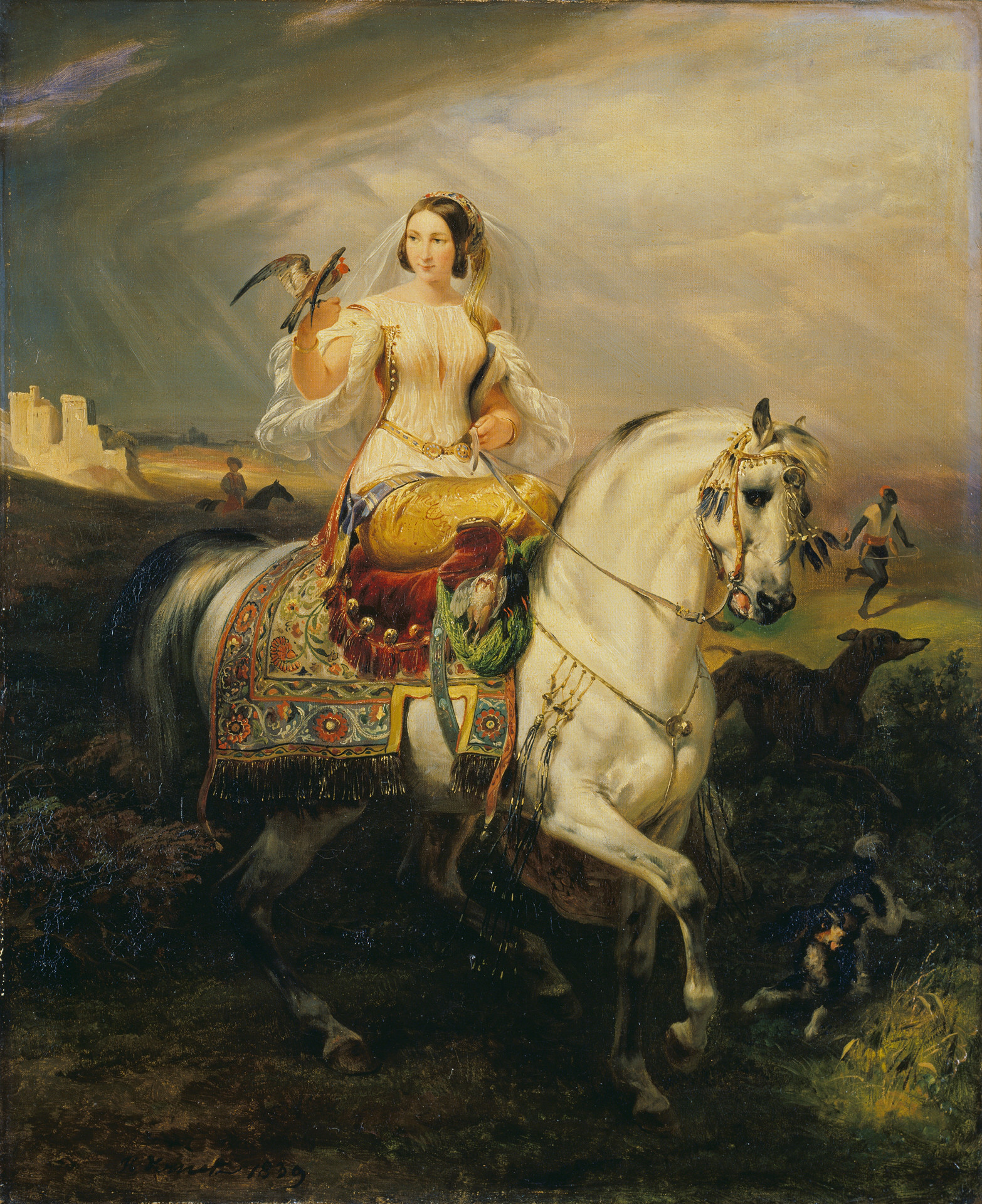
《매사냥하는 알제리 여성》, 1829년, 월리스 컬렉션
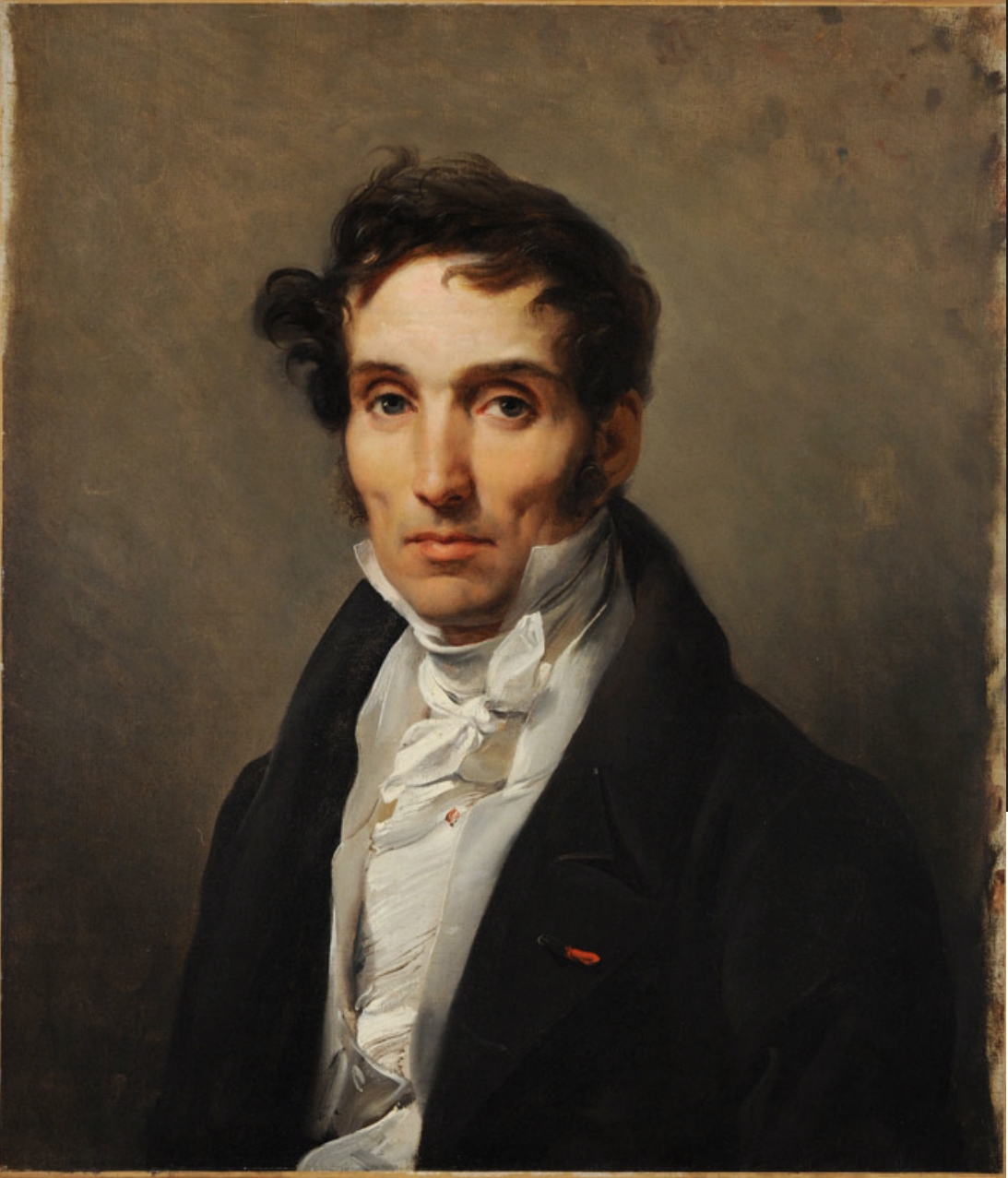
《피에르나르시스 게랭의 초상화》, 1829년
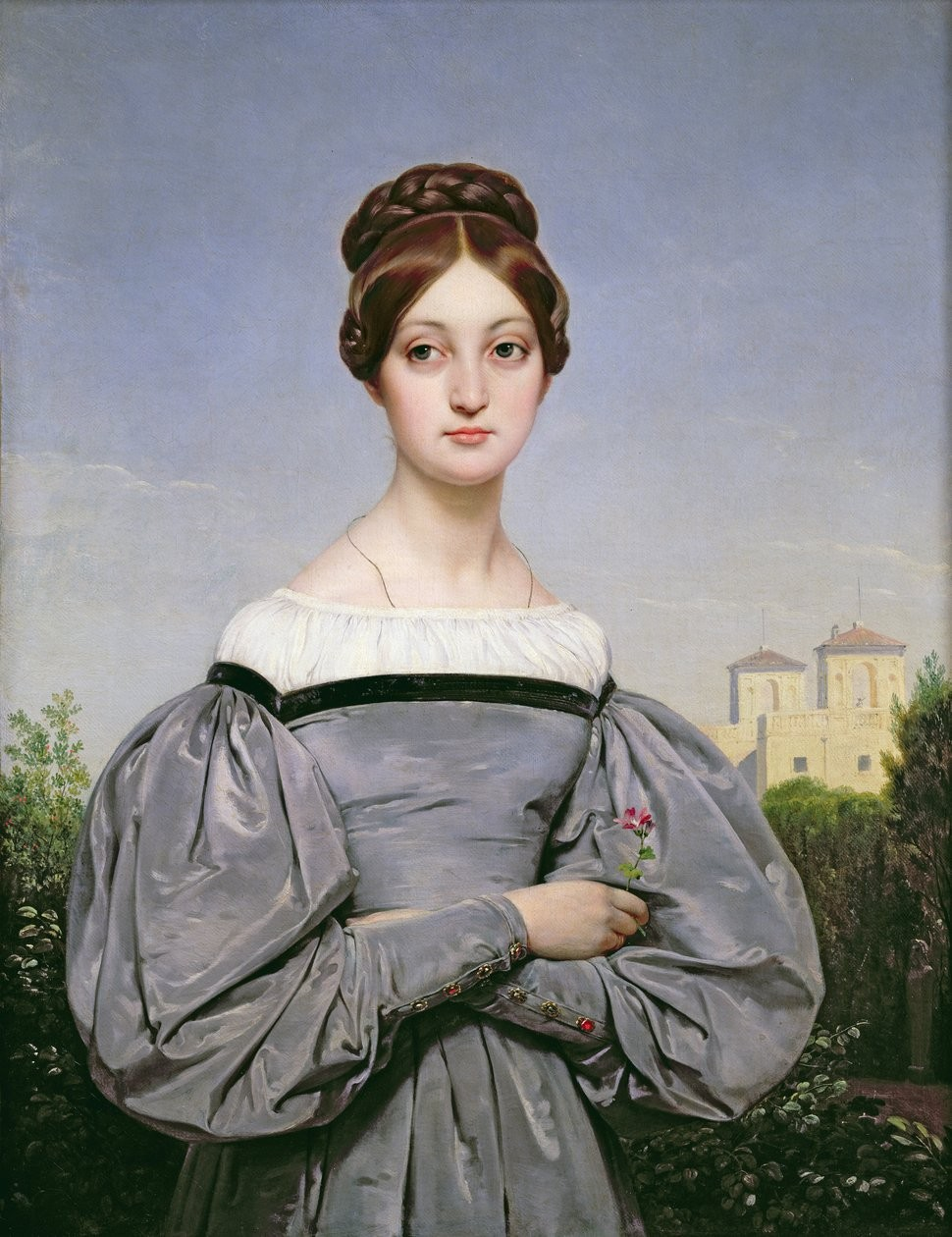
《루이즈 베르네의 초상화》, 1830년, 오라스 베르네가 자신의 딸 루이즈 베르네를 그린 초상화이다. 원래 장미꽃을 든 모습으로 그리려 했지만 자연스러움을 강조하기 위해 아욱으로 바꾸었다.
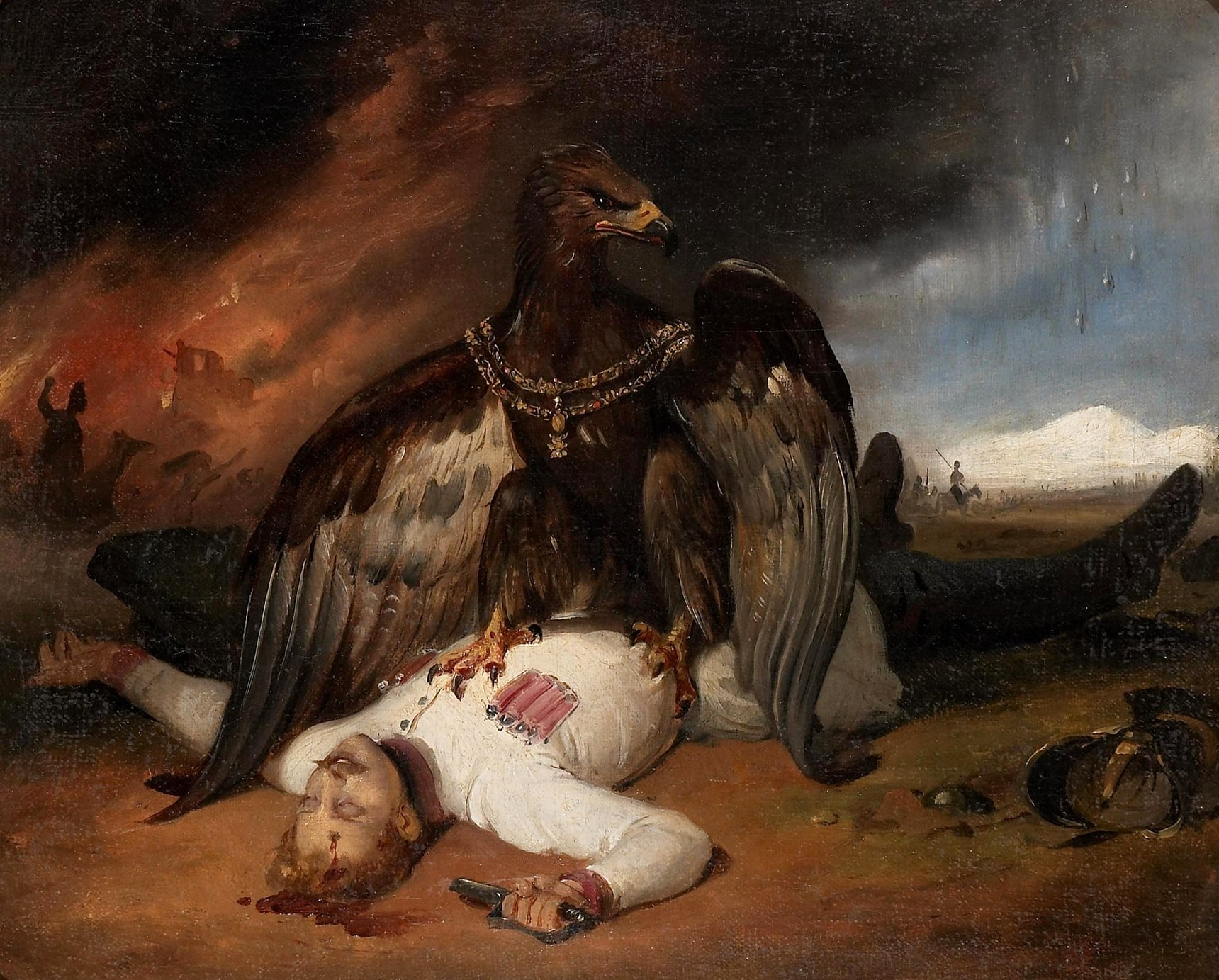
《폴란드의 프로메테우스》, 1831년, 파리의 폴란드 도서관
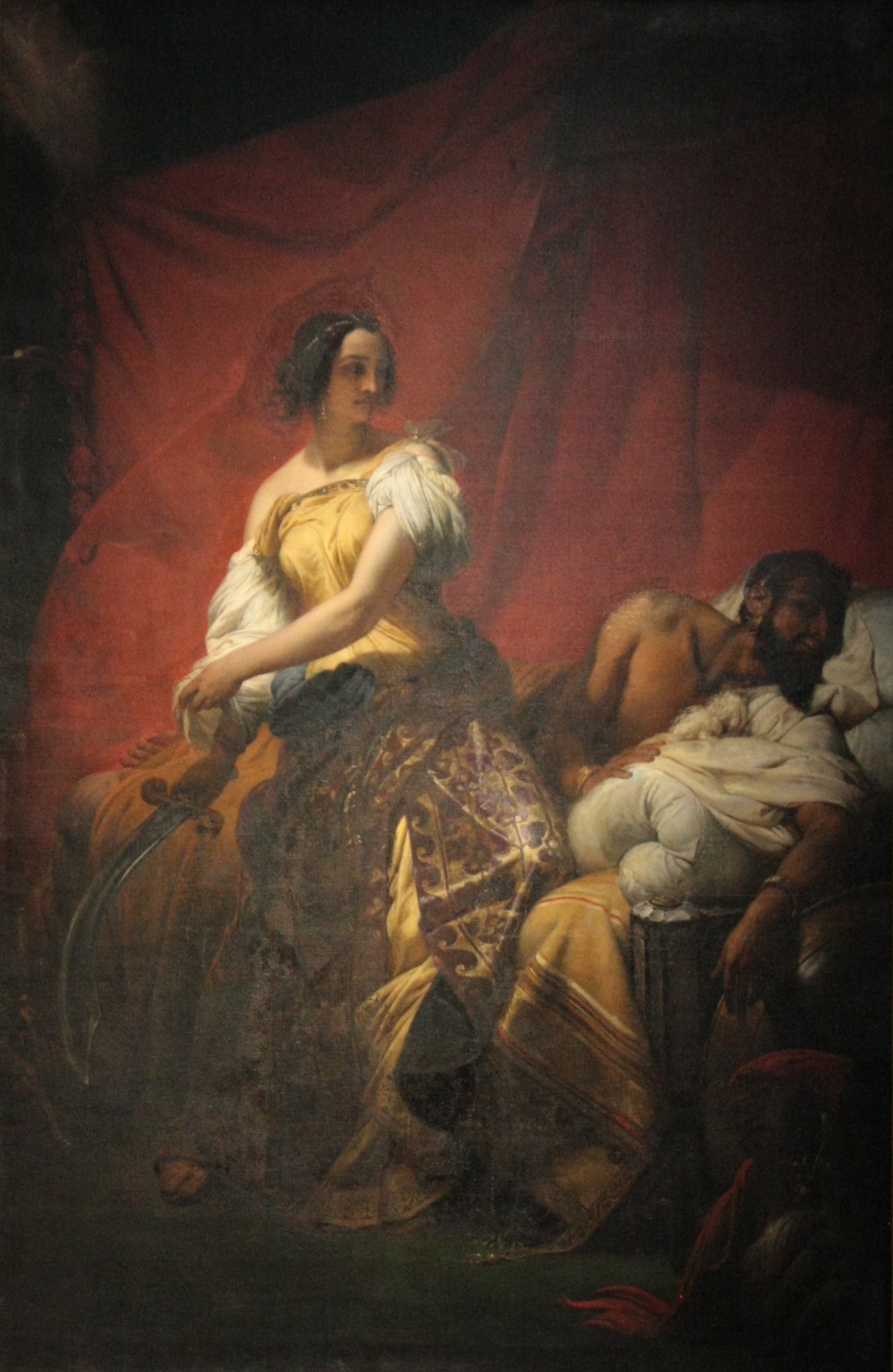
《유디트와 홀로페르네스》, 1831년
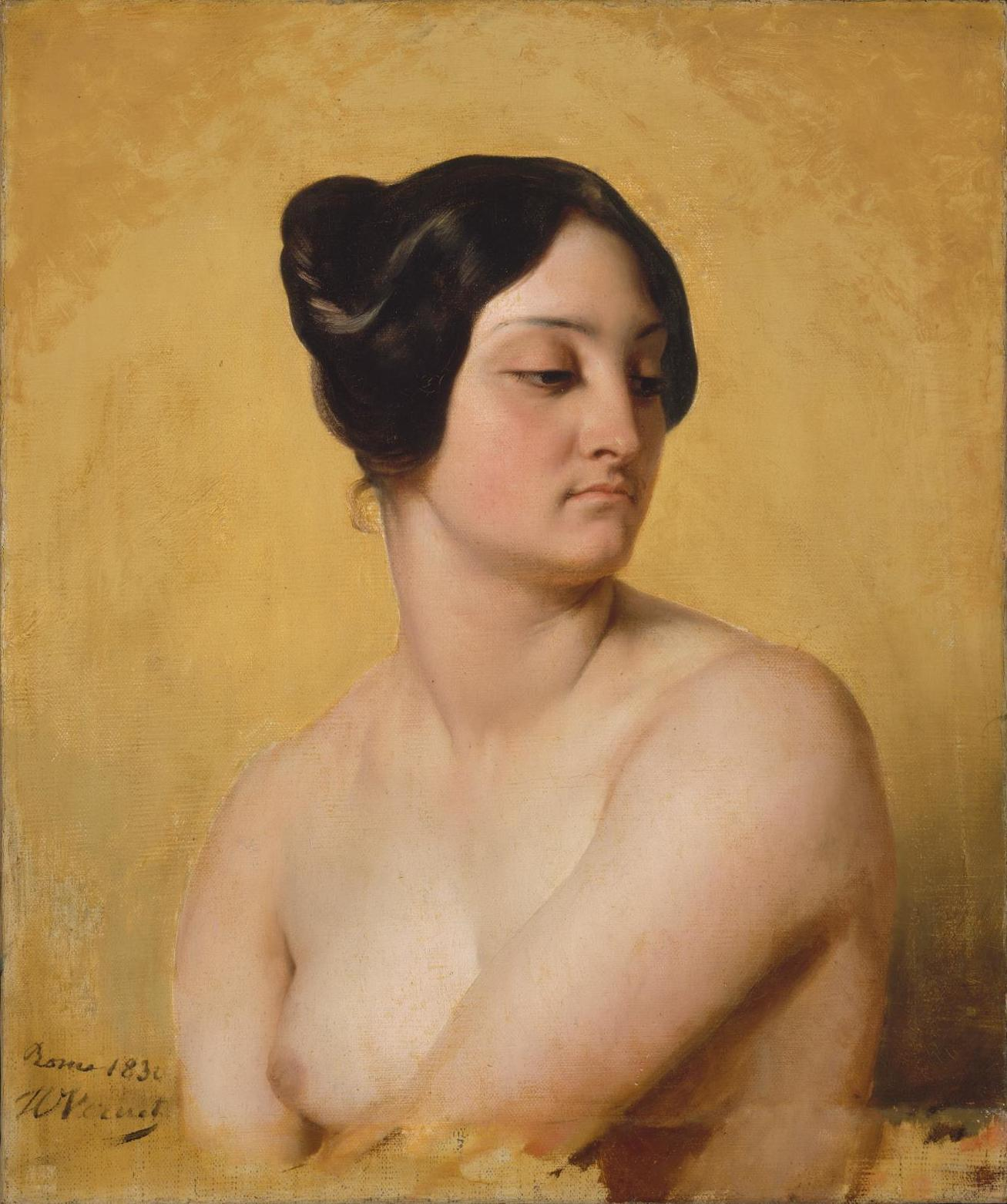
《유디트로서 Olympe Pélissier에 대한 연구》, 1831년, 보스턴 미술관
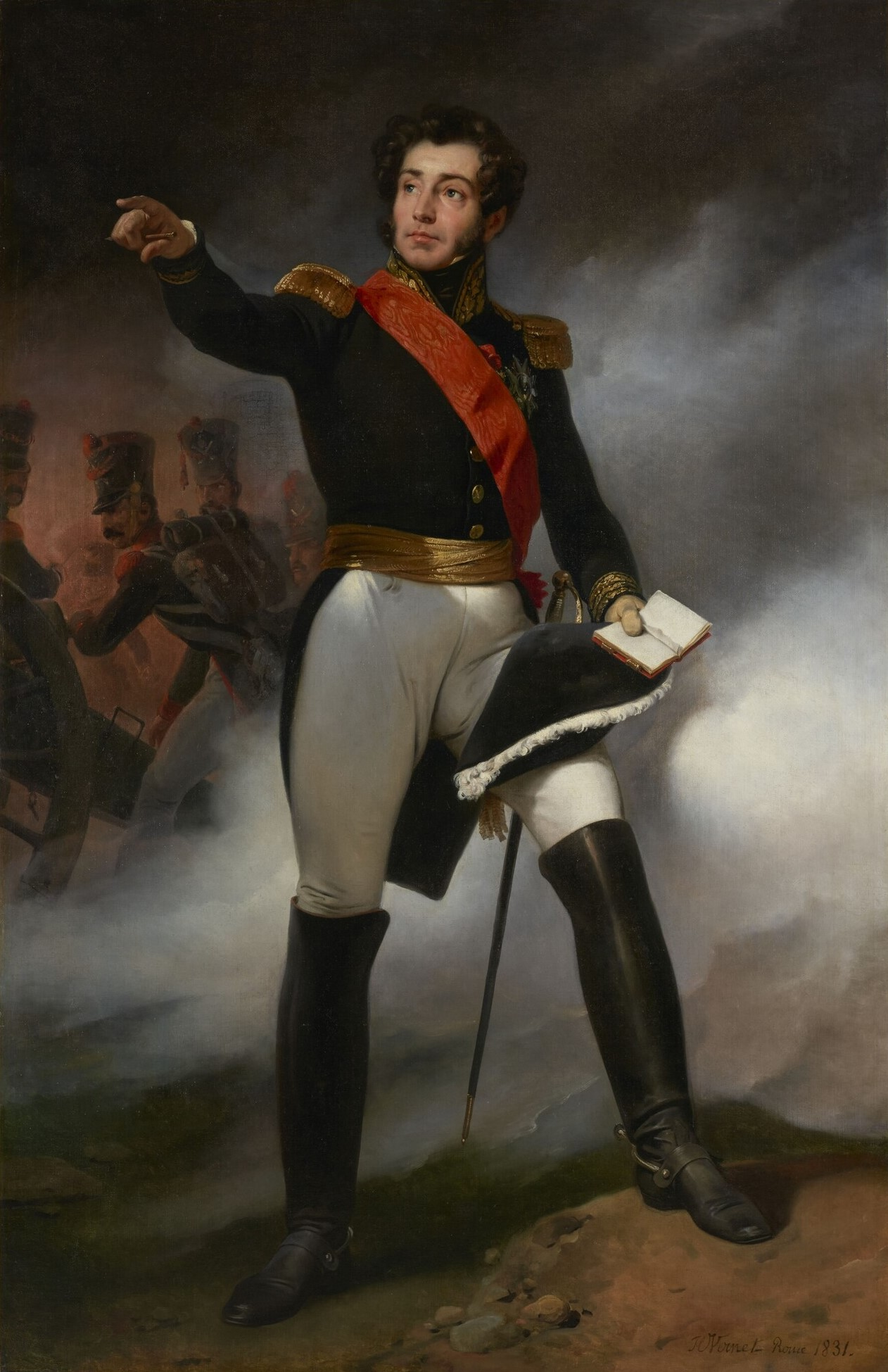
《가브리엘 장조제프 몰리터의 초상화》, 1831년
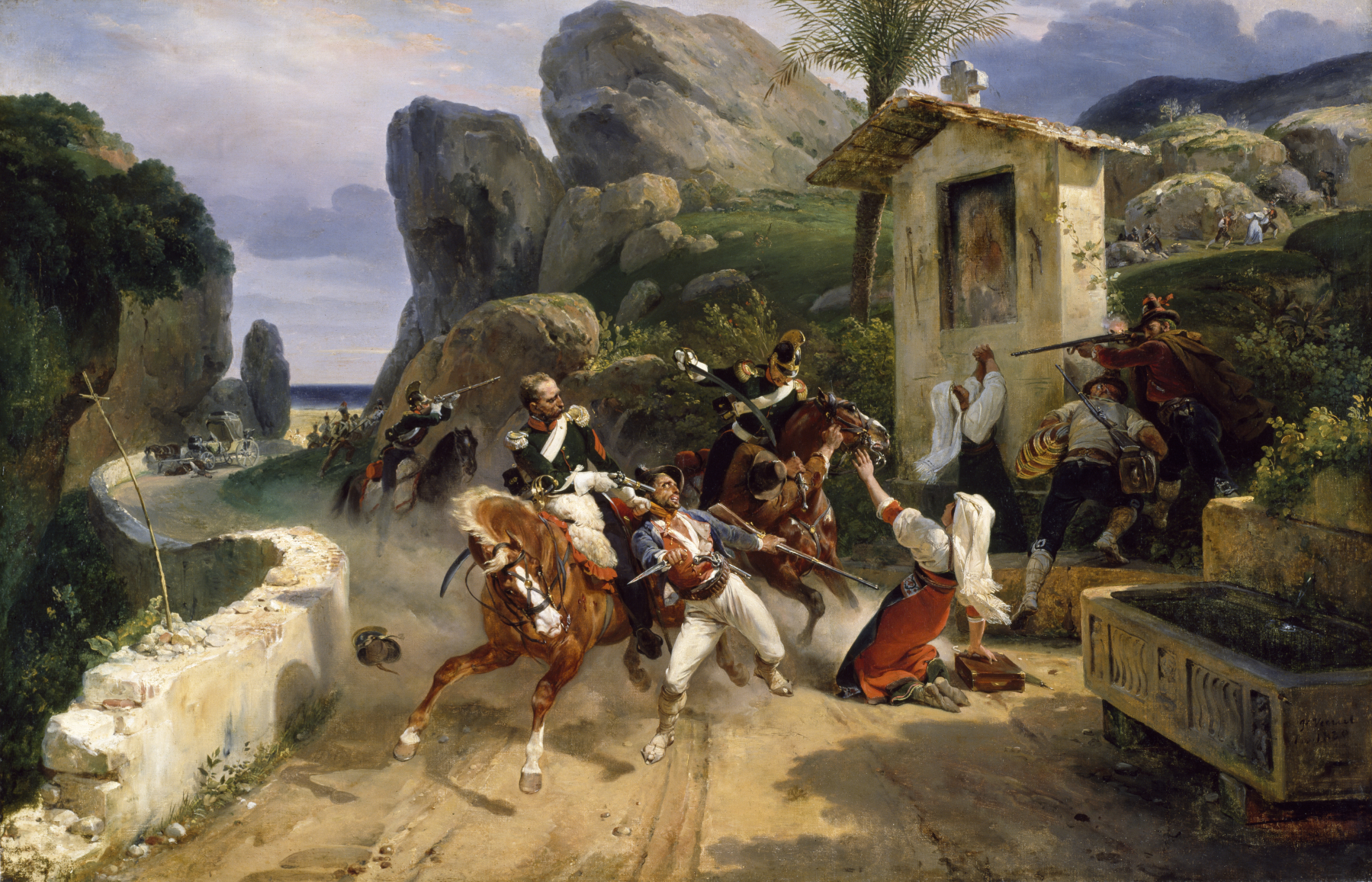
《교황군에 기습 공격을 받은 이탈리아 여단》, 1831년, 월터스 미술관
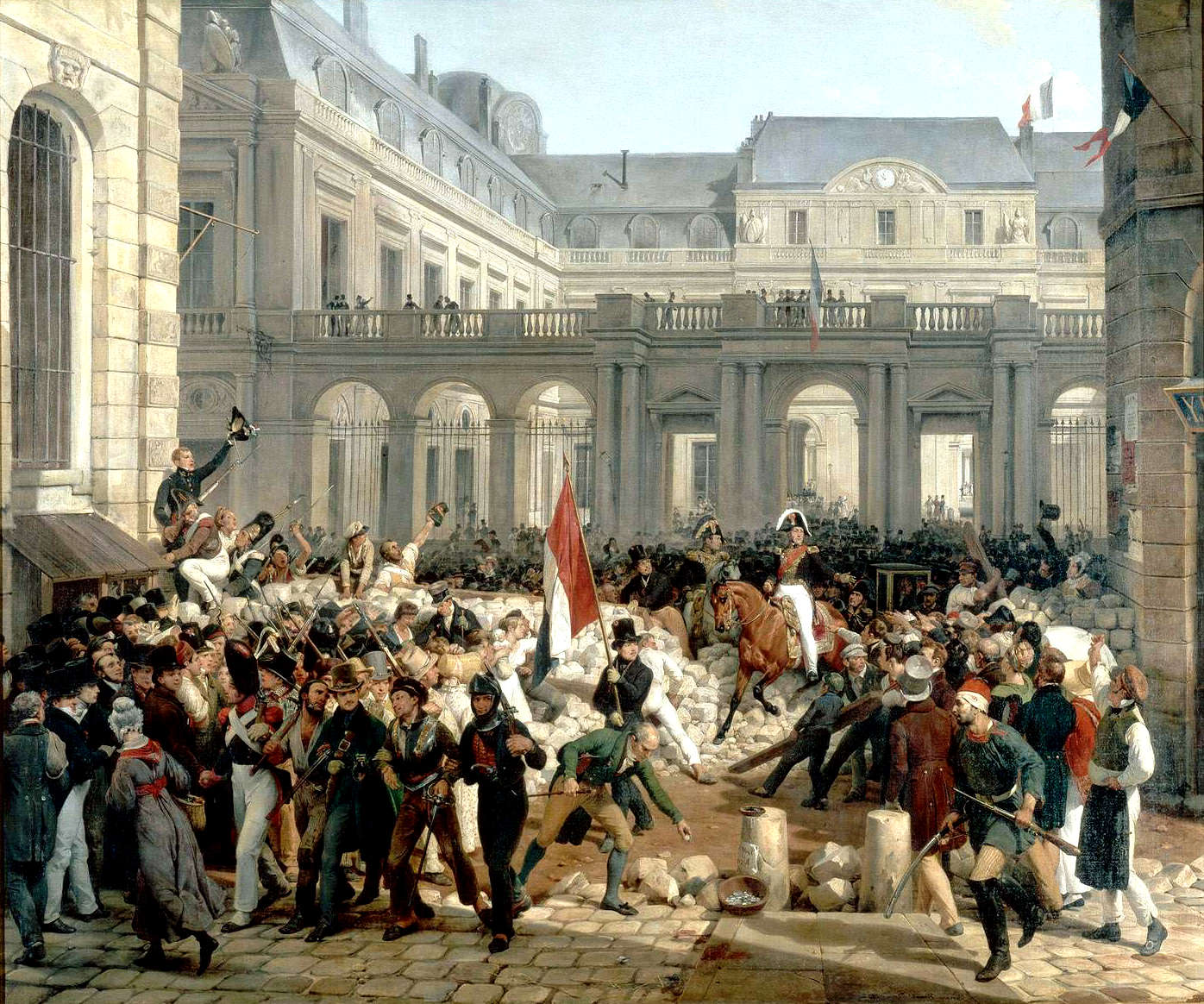
《팔레 루아얄을 떠나는 오를레앙 공작》, 1832년, 베르사유궁
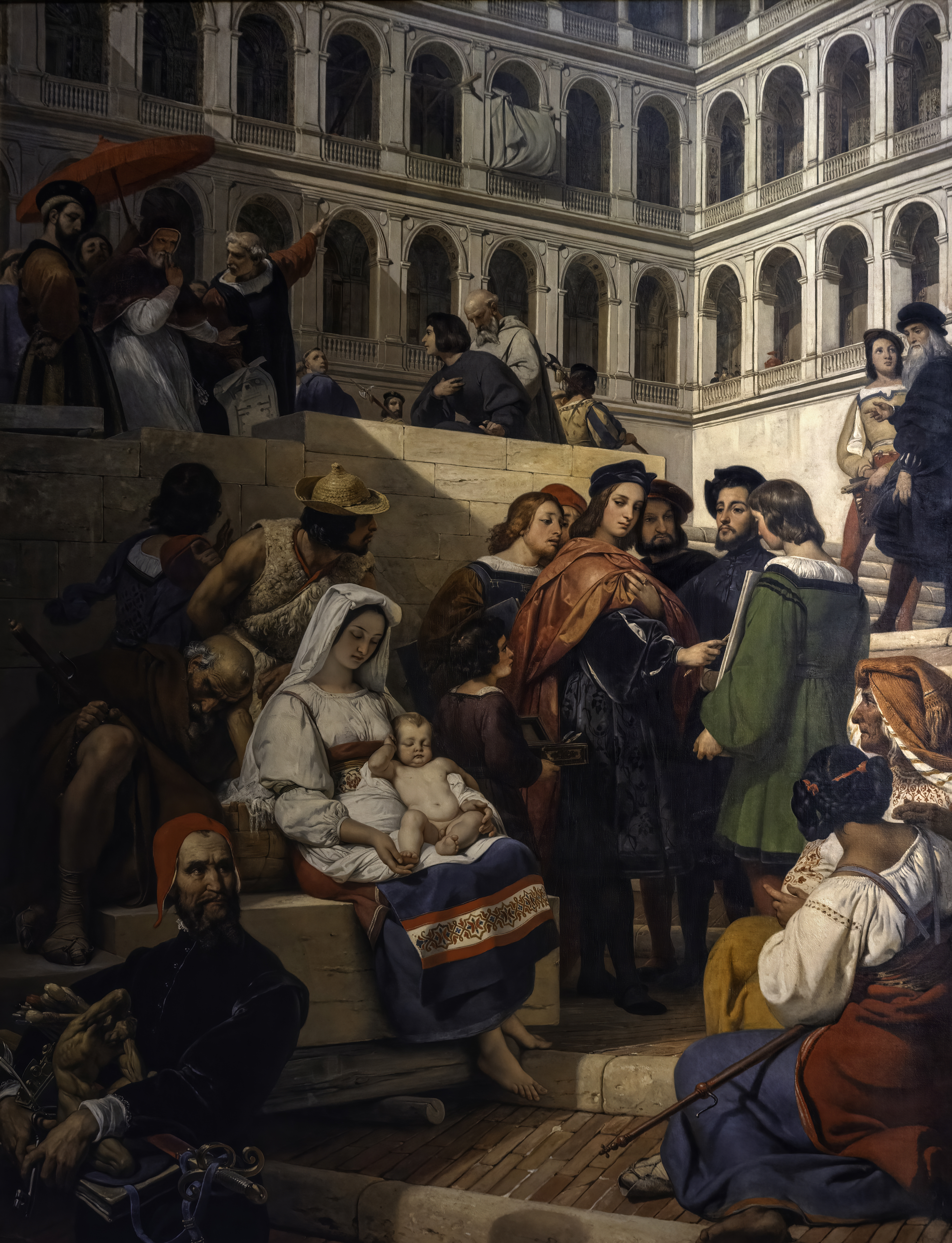
《바티칸의 라파엘로》, 1832년, 루브르 박물관
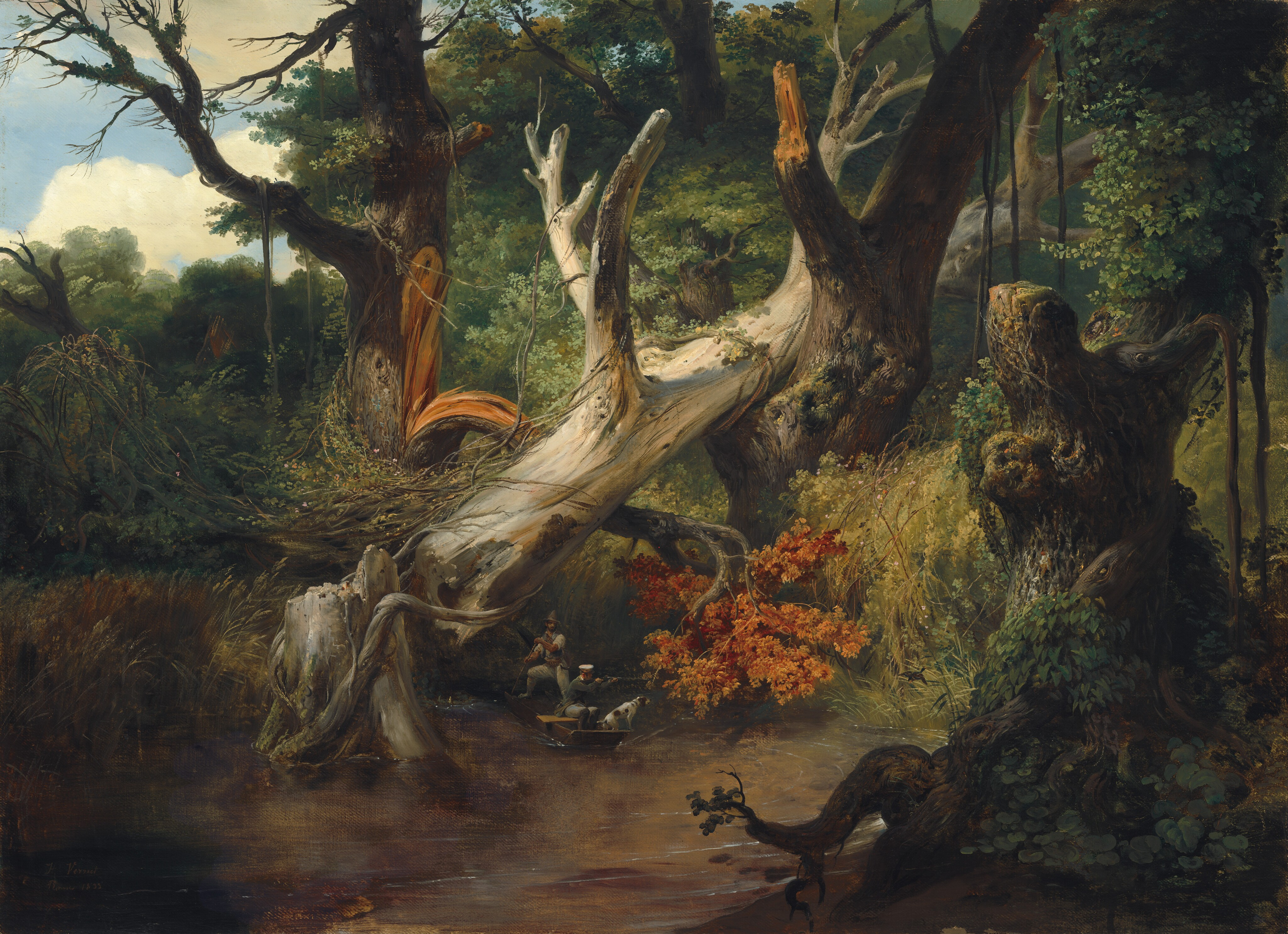
《폰티네 습지에서의 사냥》, 1833년, 내셔널 갤러리 오브 아트
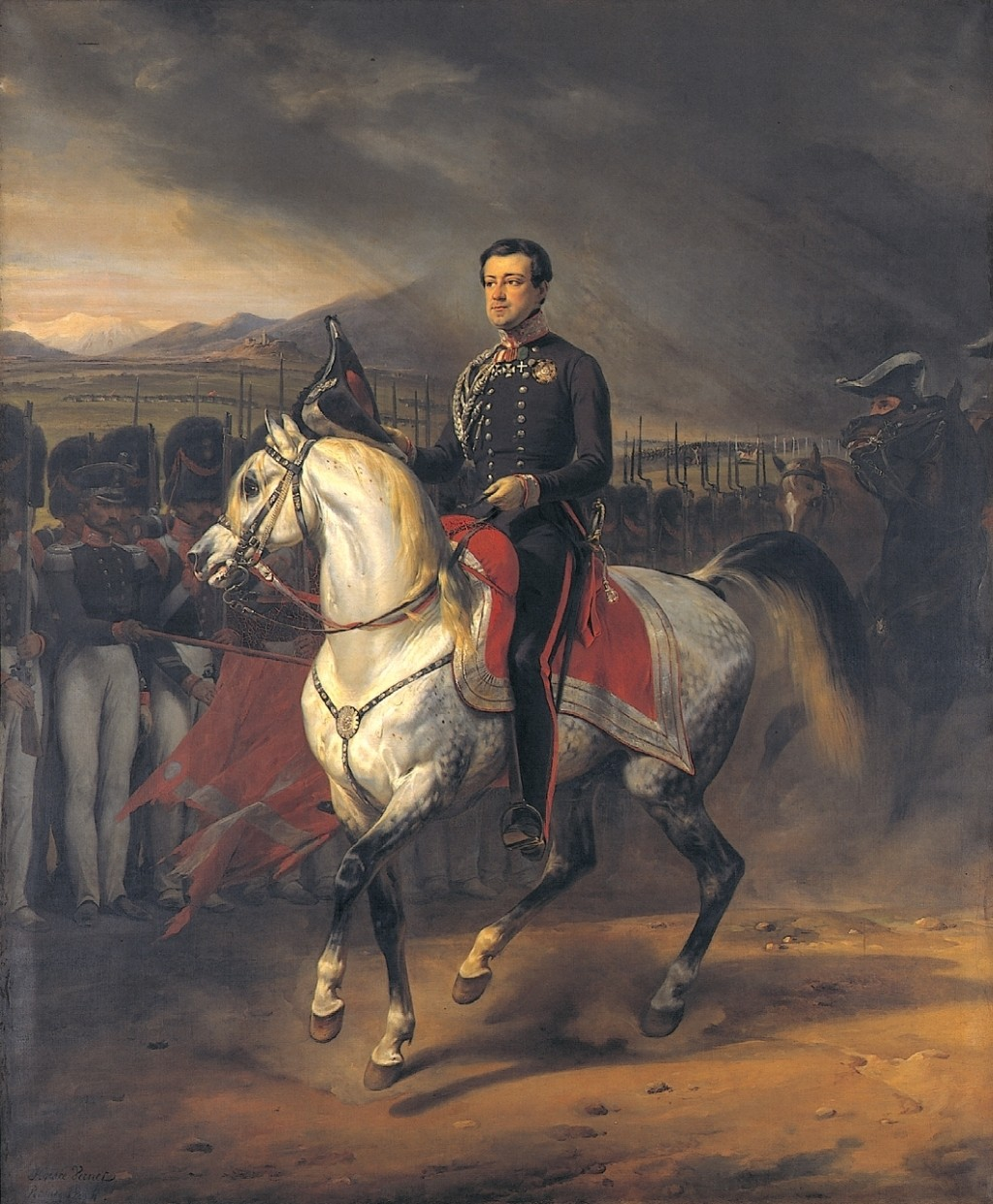
《카를로 알베르토의 초상화》, 1834년
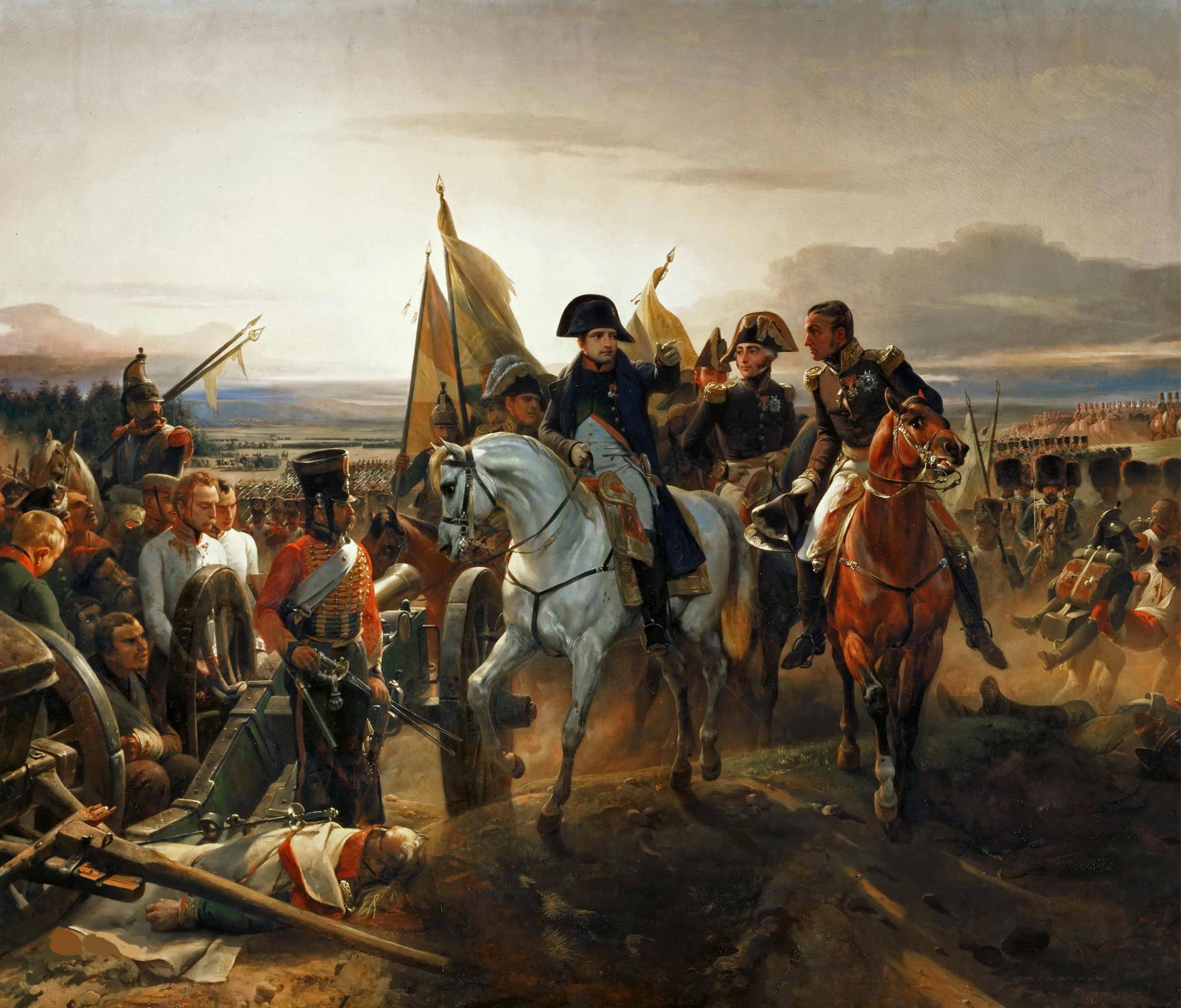
《프리틀란트 전투》, 1835년, 베르사유궁
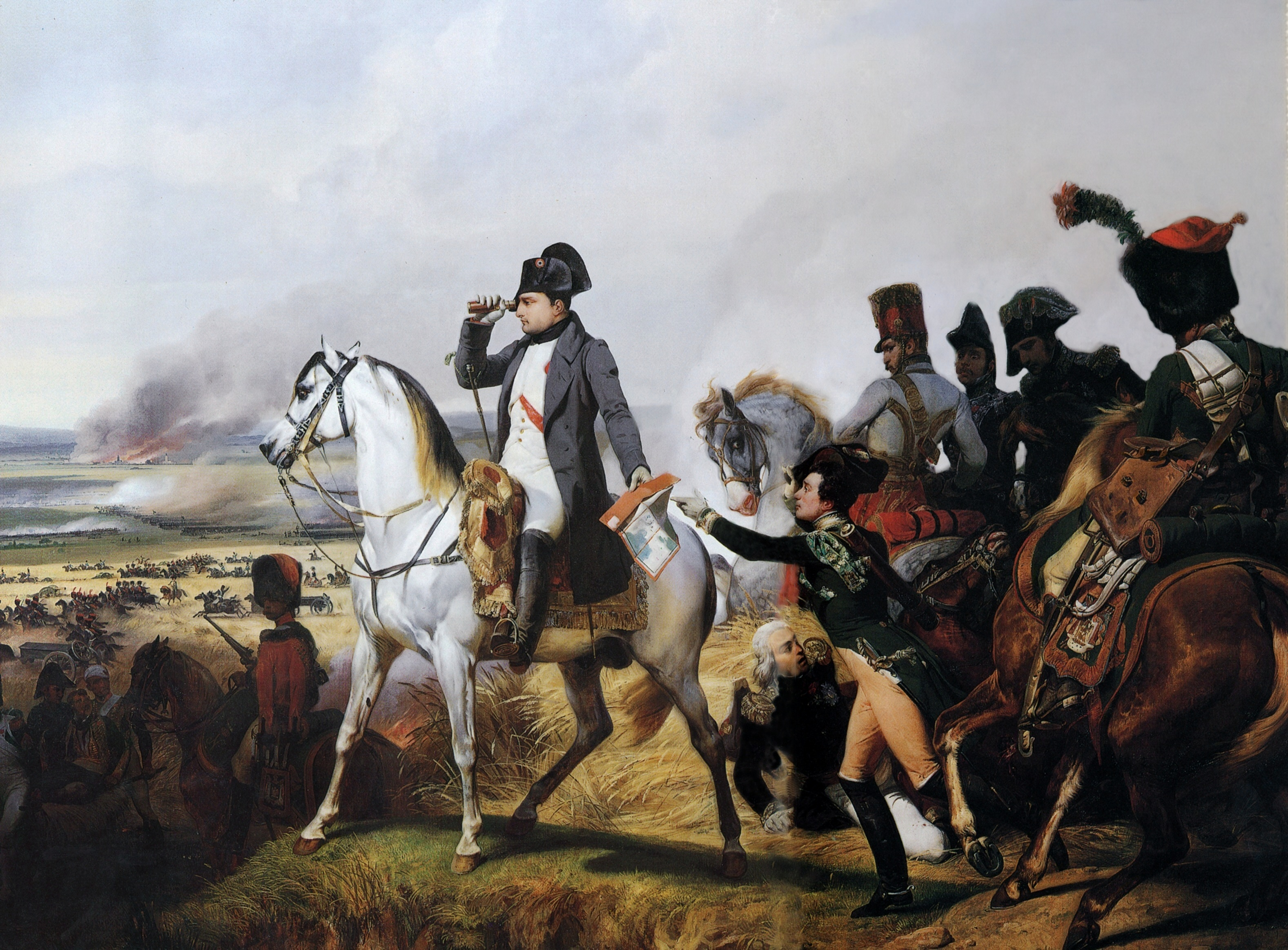
《바그람 전투》, 1836년, 베르사유궁
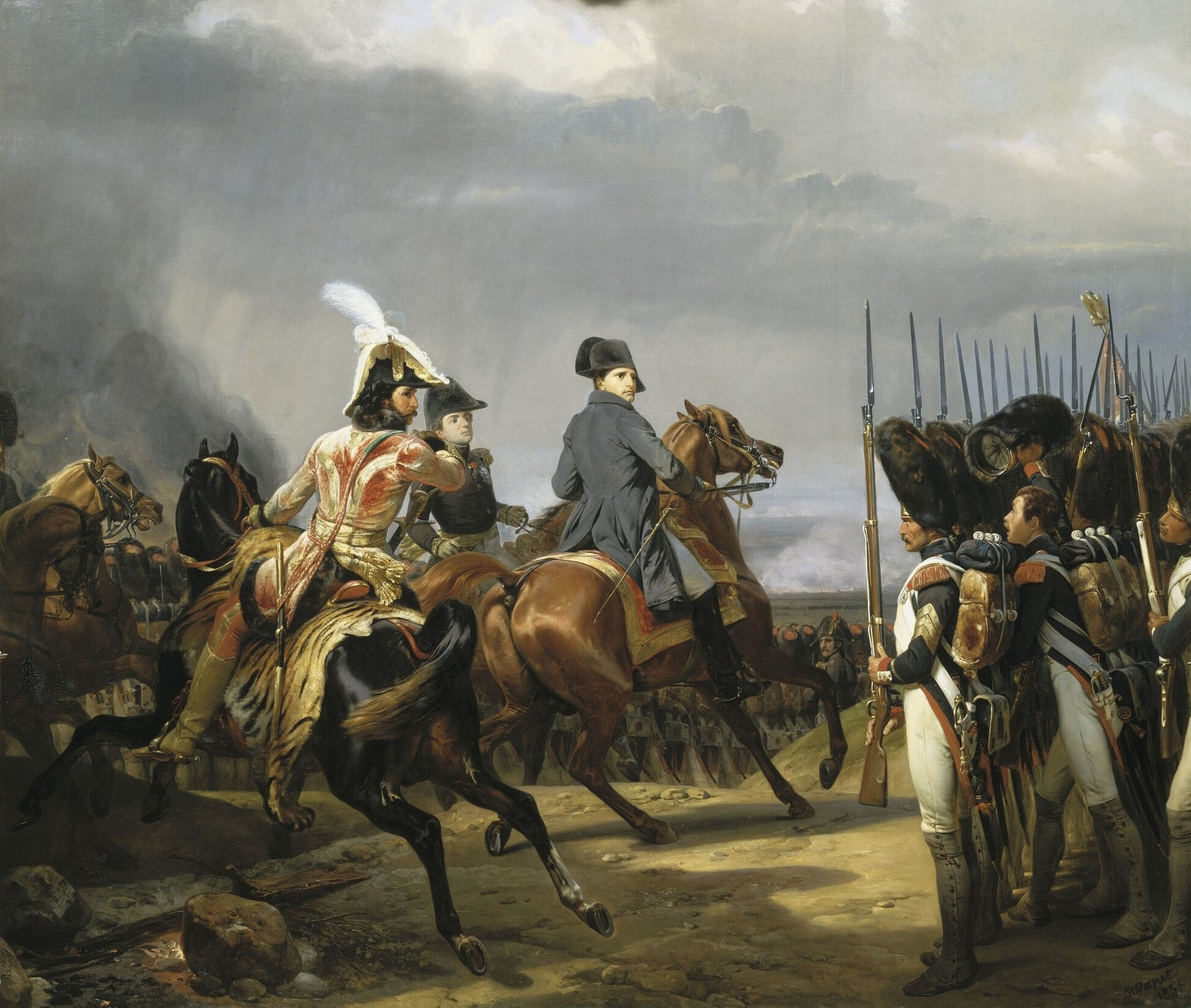
《예나 전투》, 1836년, 베르사유궁
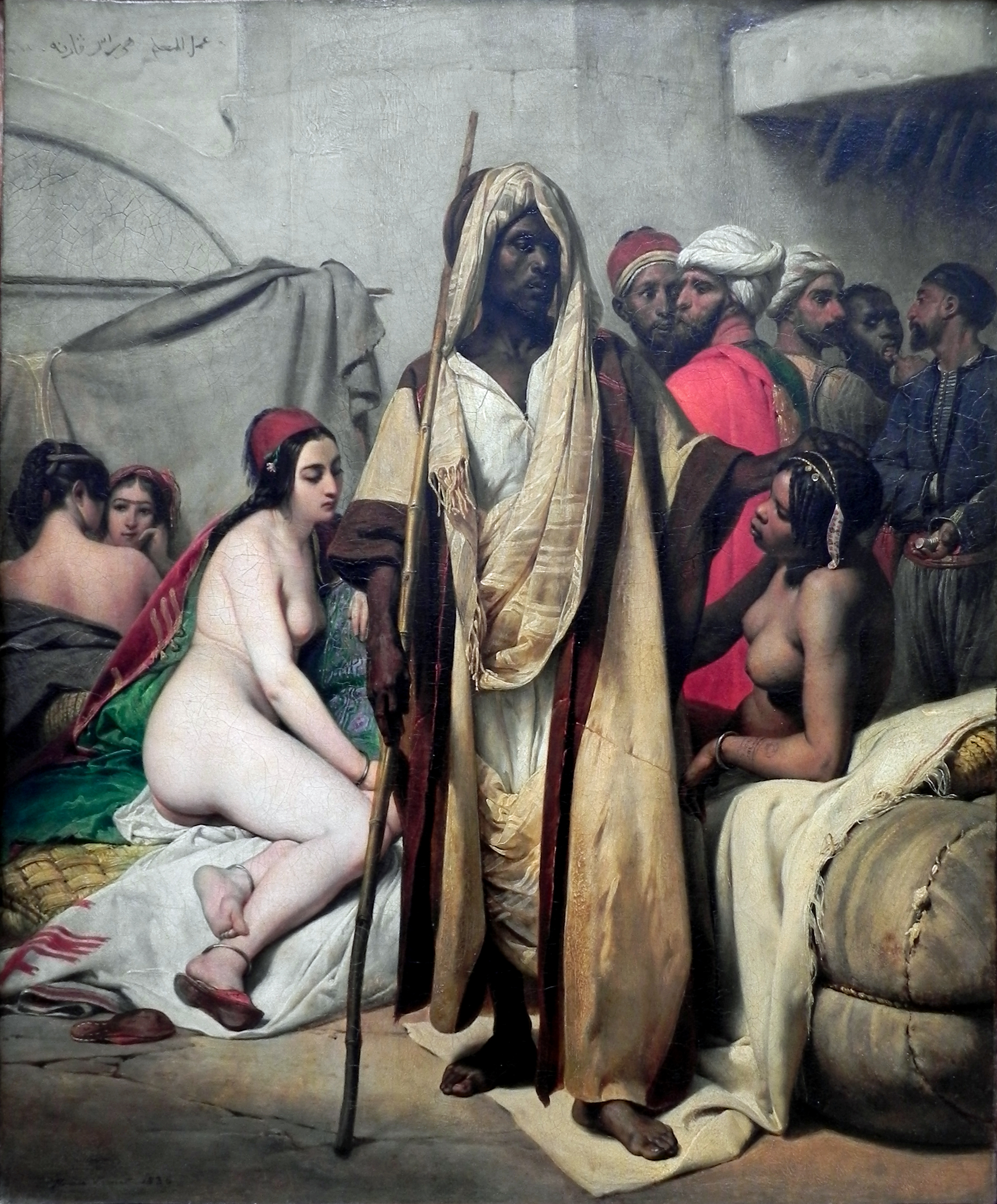
《노예 시장》, 1836년, 베를린 구 국립미술관
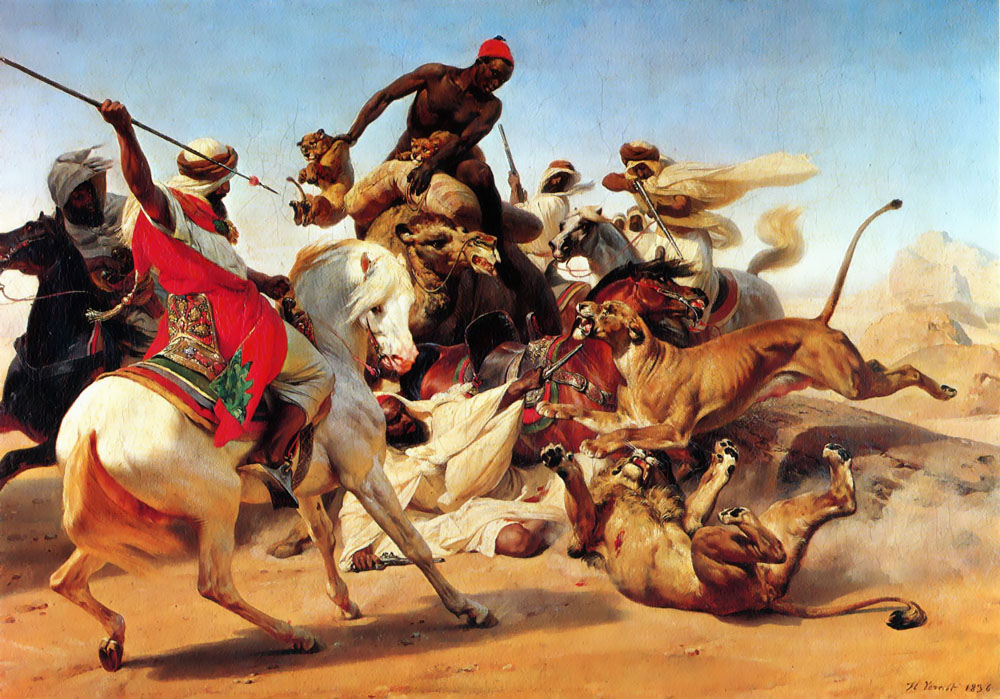
《사자 사냥》, 1836년, 월리스 컬렉션
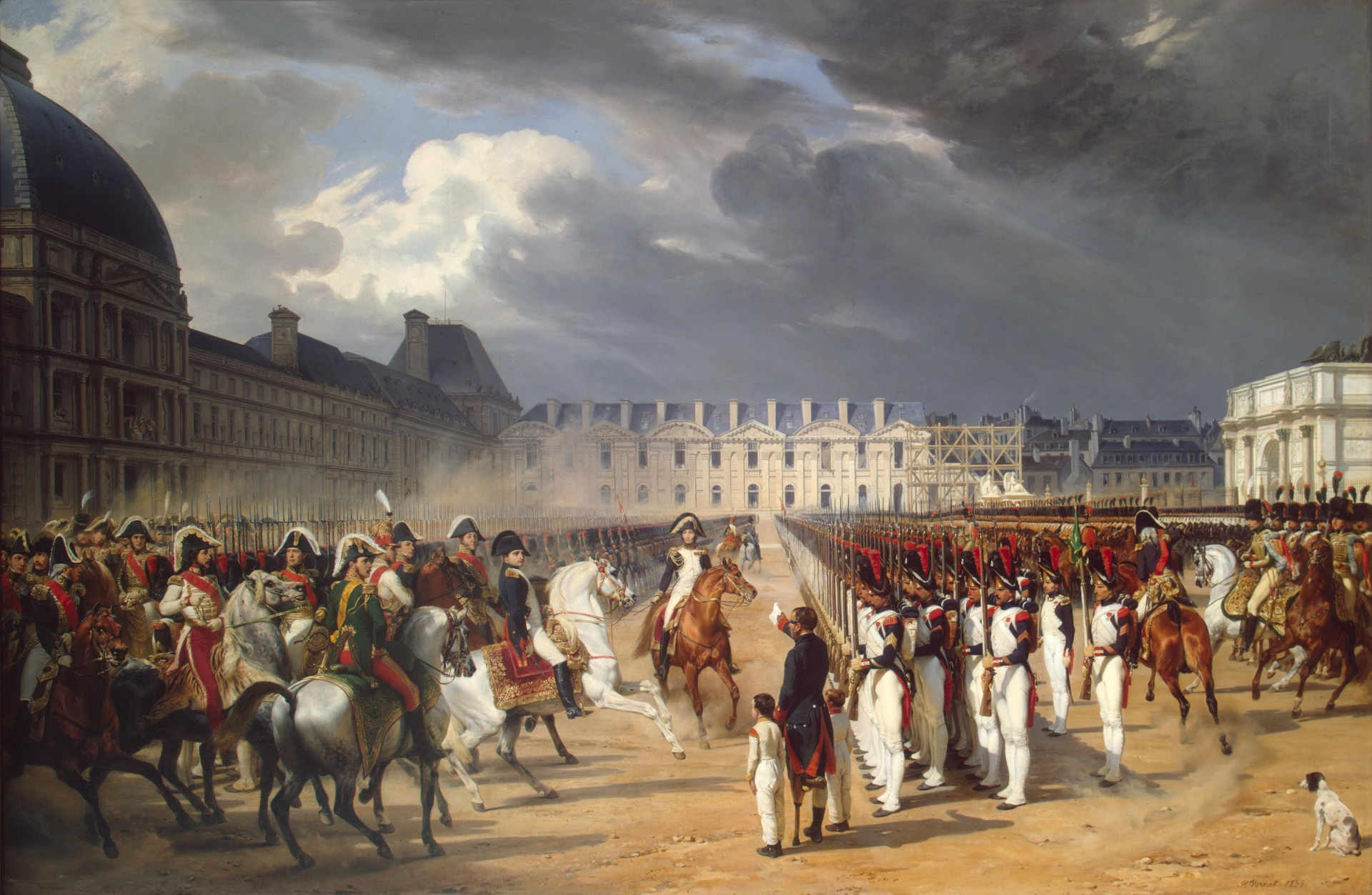
《튀일리 궁전의 나폴레옹》, 1838년, 에르미타시 박물관
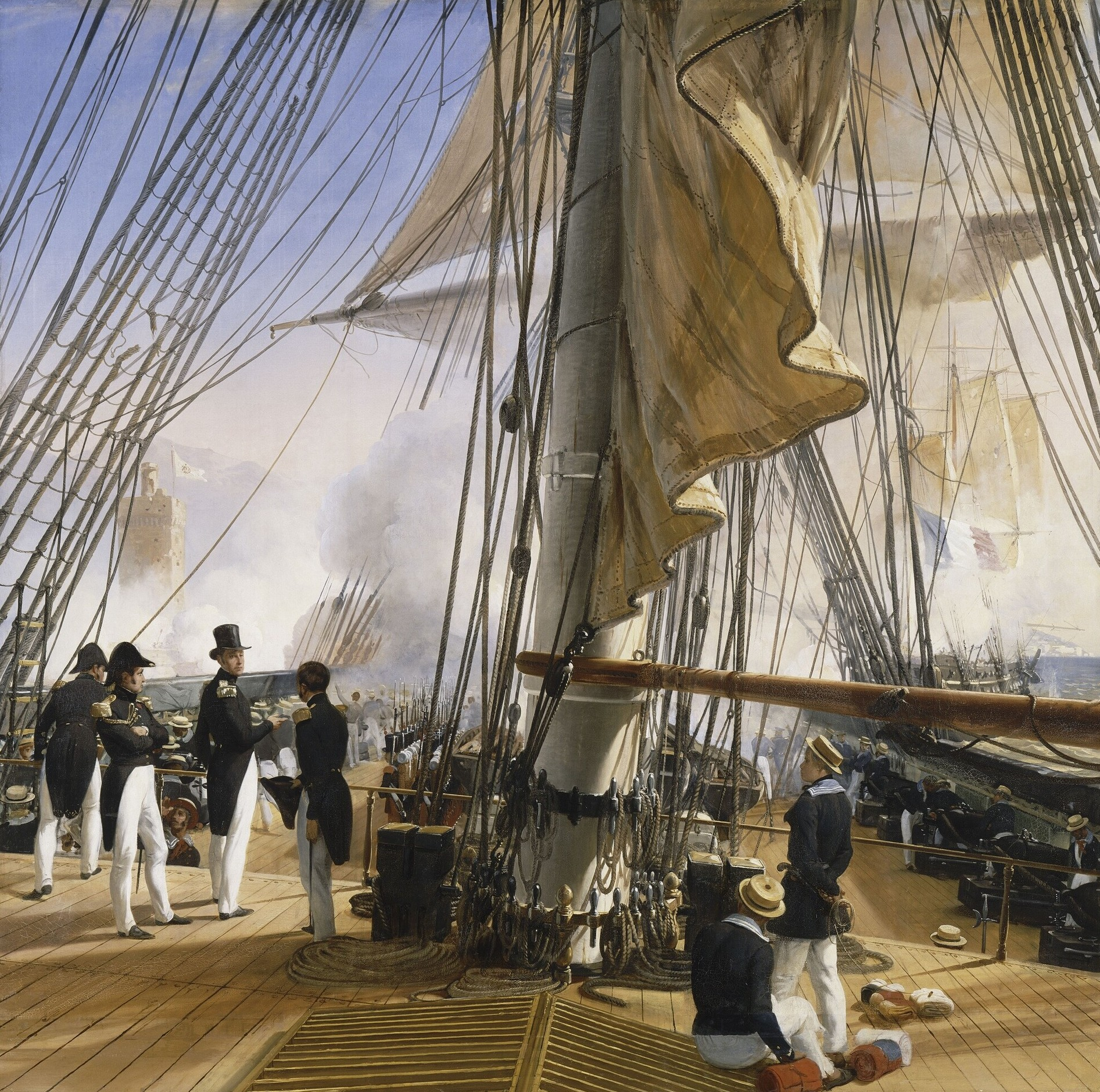
《타구스 전투》, 1840년, 그랑 트리아농
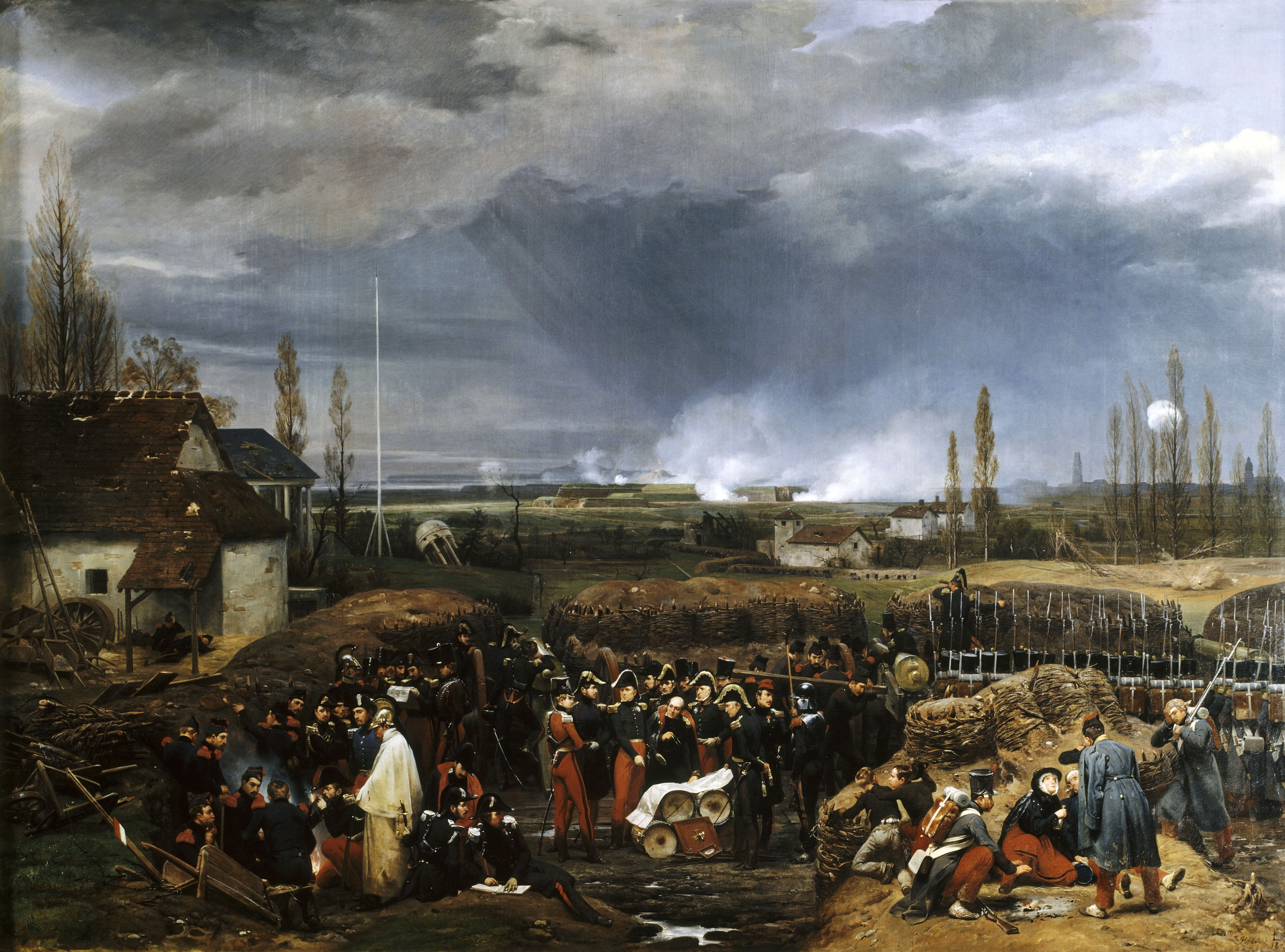
《1832년 12월 22일 앤트워프 포위전》, 1840년, 베르사유궁
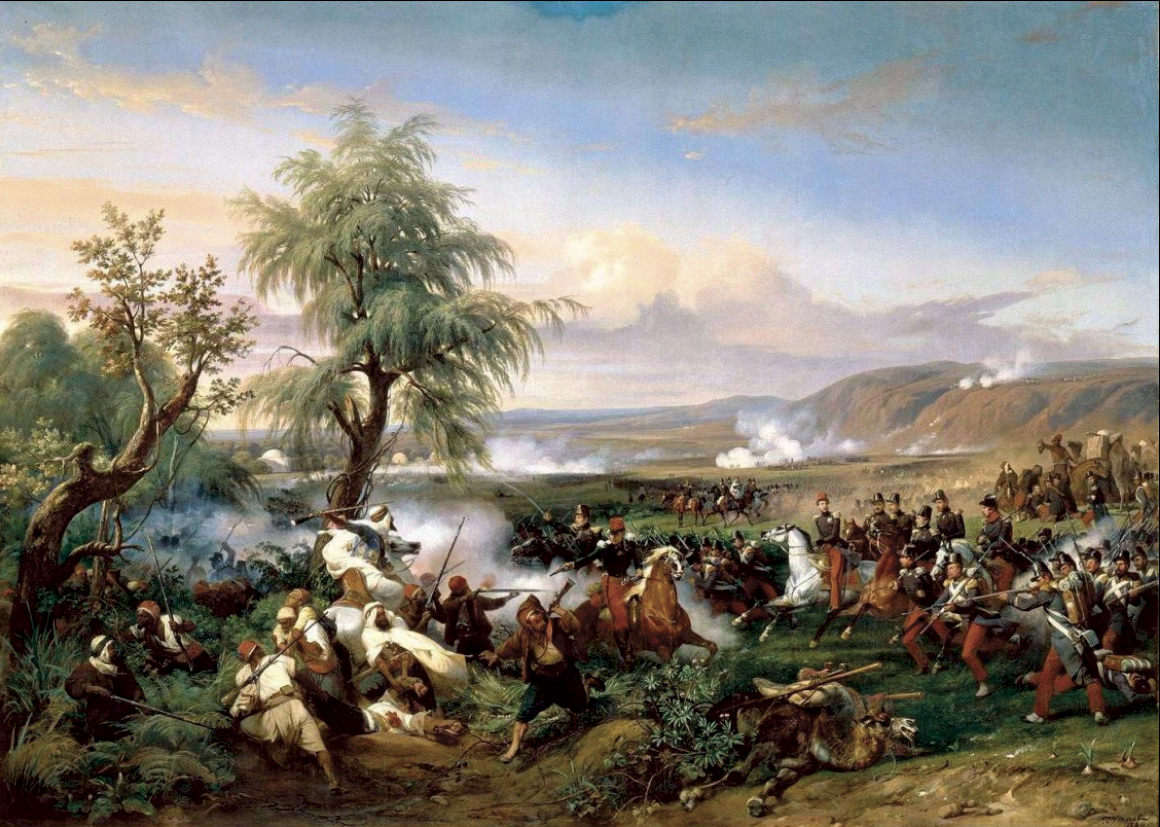
《하브라 전투》, 1840년
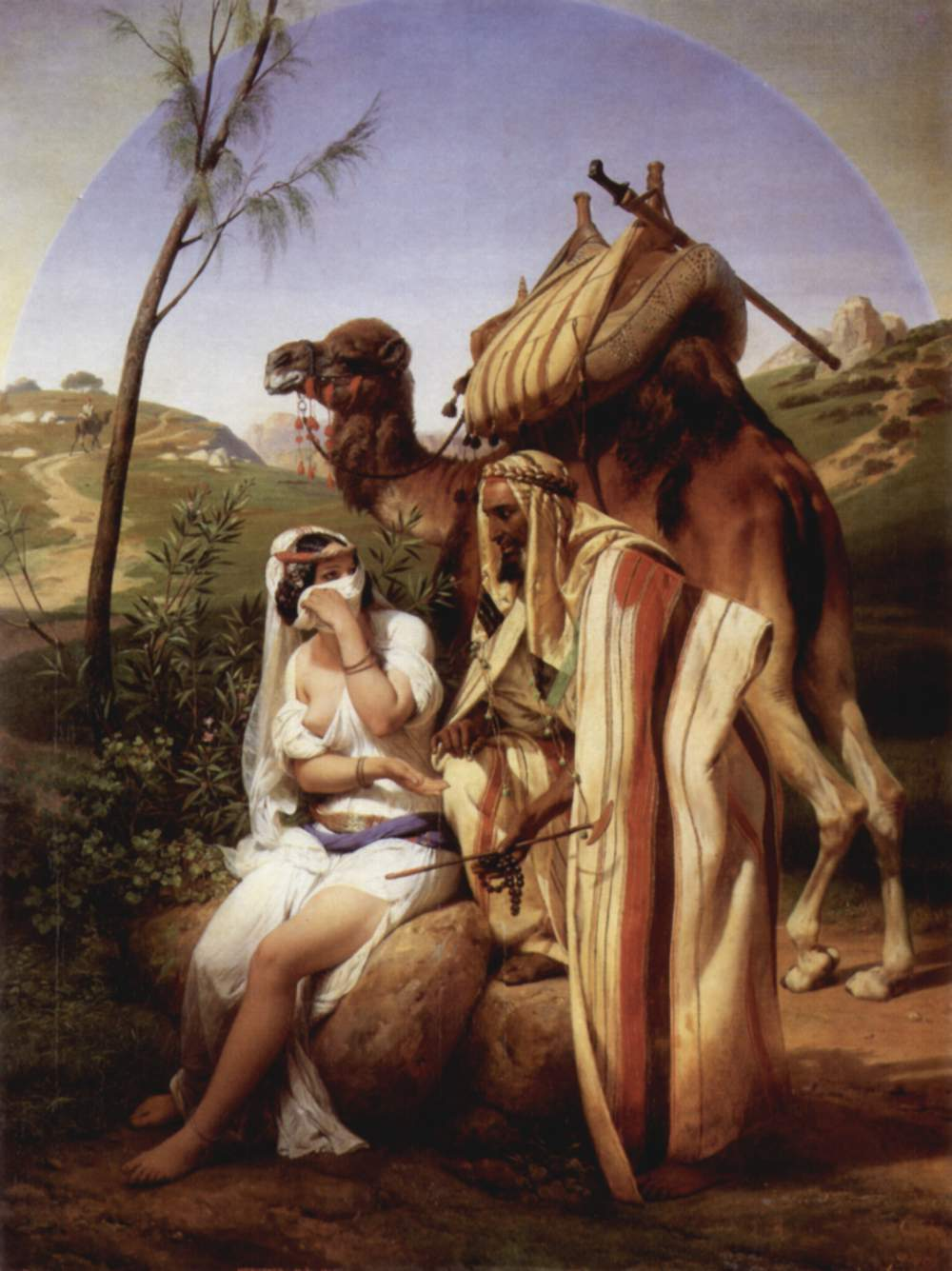
《유다와 타마르》, 1840년, 월리스 컬렉션
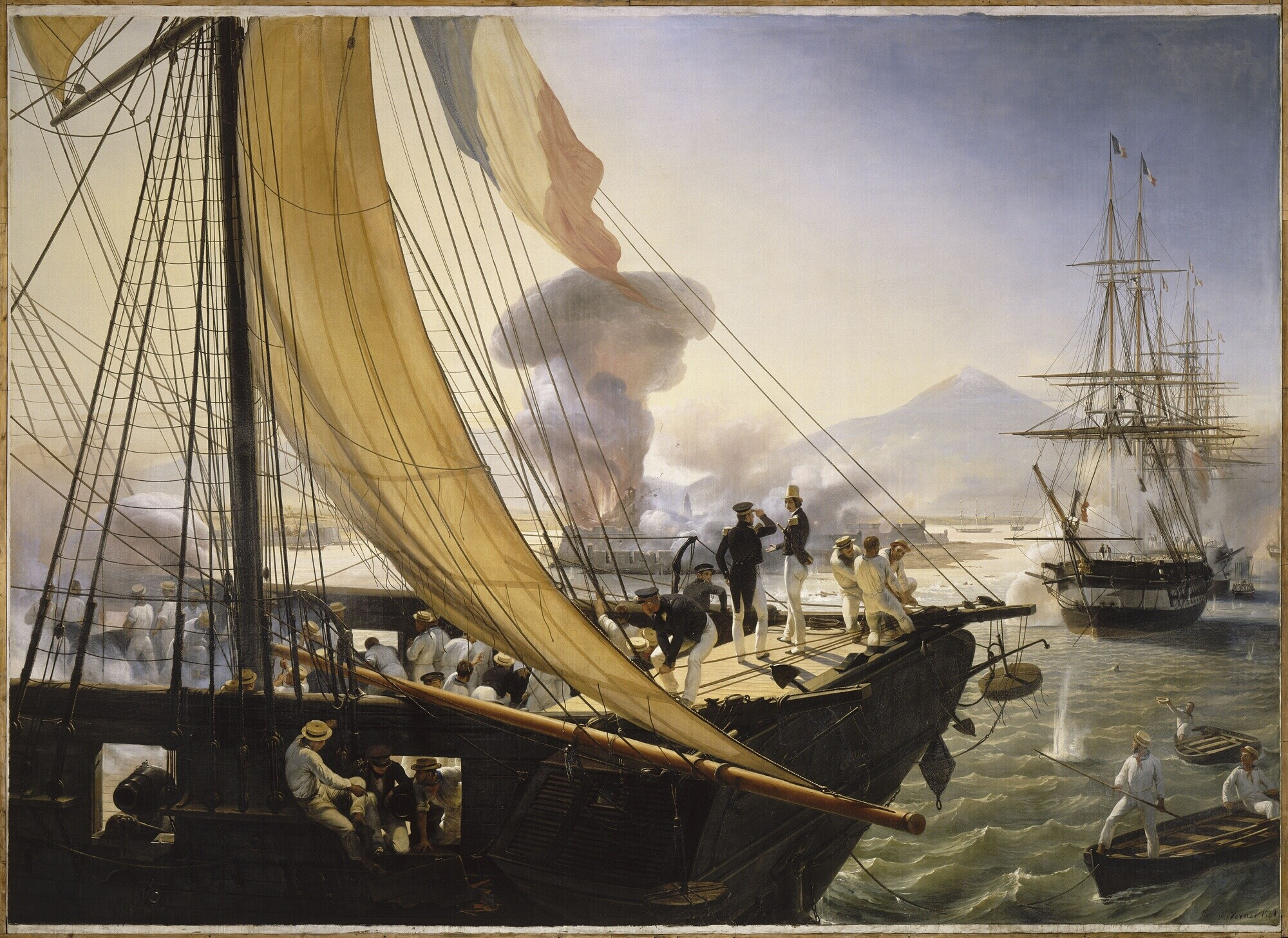
《1838년 11월 27일 산 후안 데 울루아 요새 점령》, 1841년, 베르사유궁
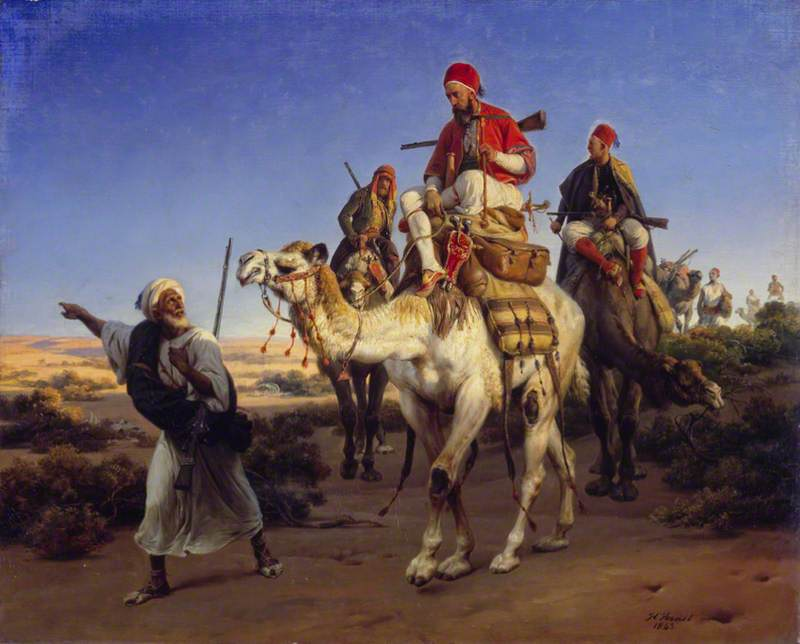
《사막을 여행하는 아랍인들》, 1843년, 월리스 컬렉션
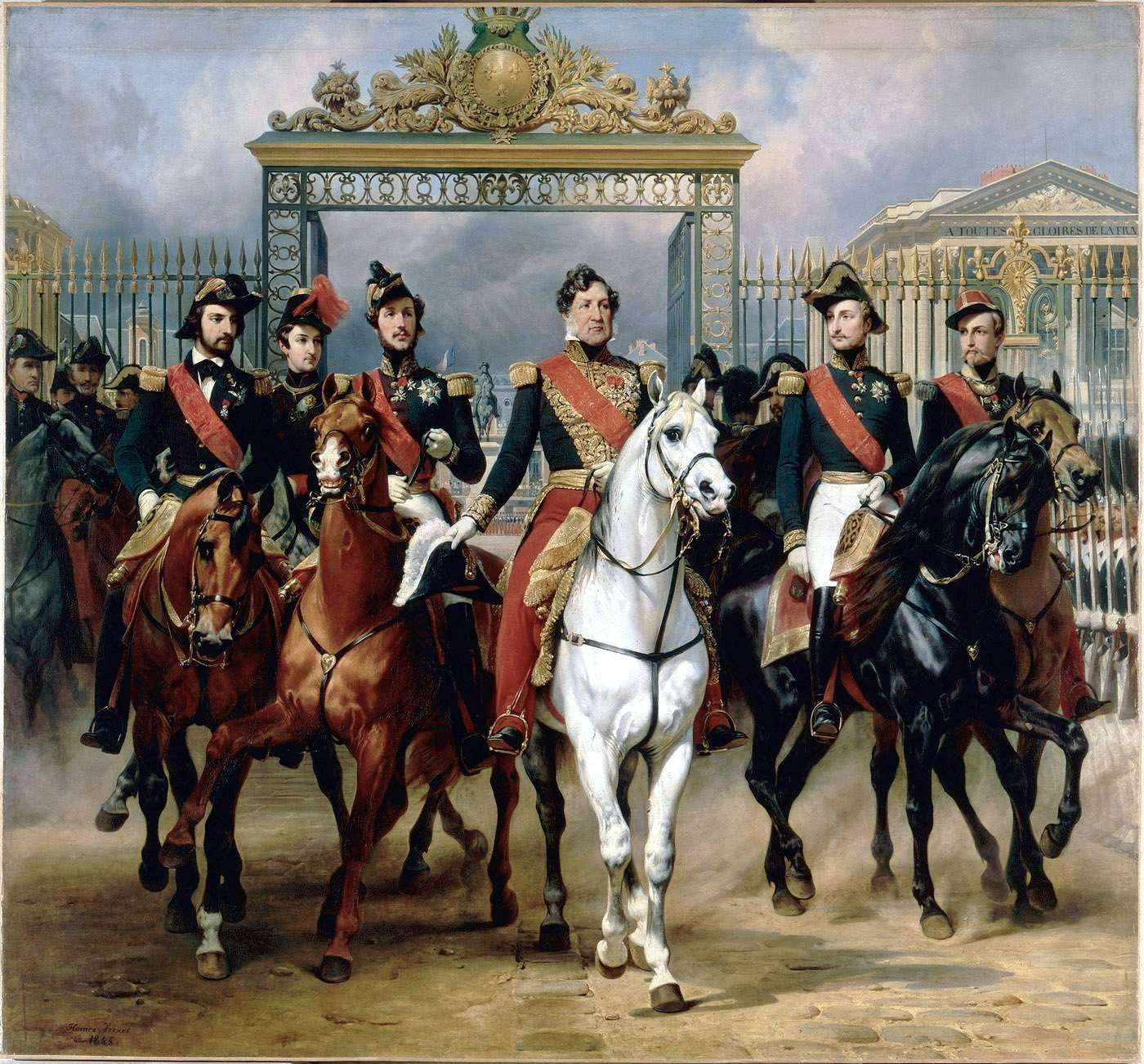
《루이 필리프와 그의 아들들》, 1846년, 베르사유궁
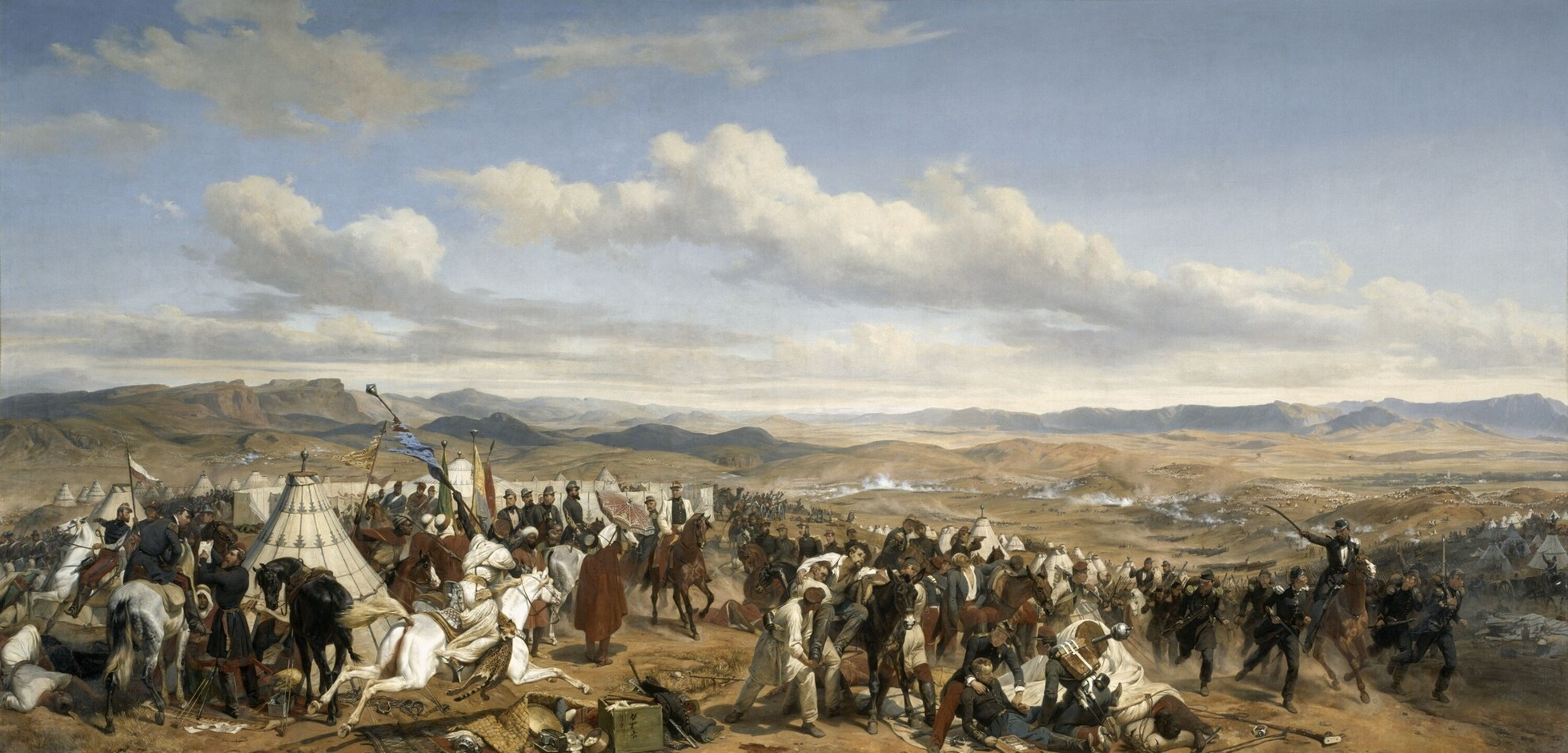
《이슬리 전투》, 1846년, 베르사유궁
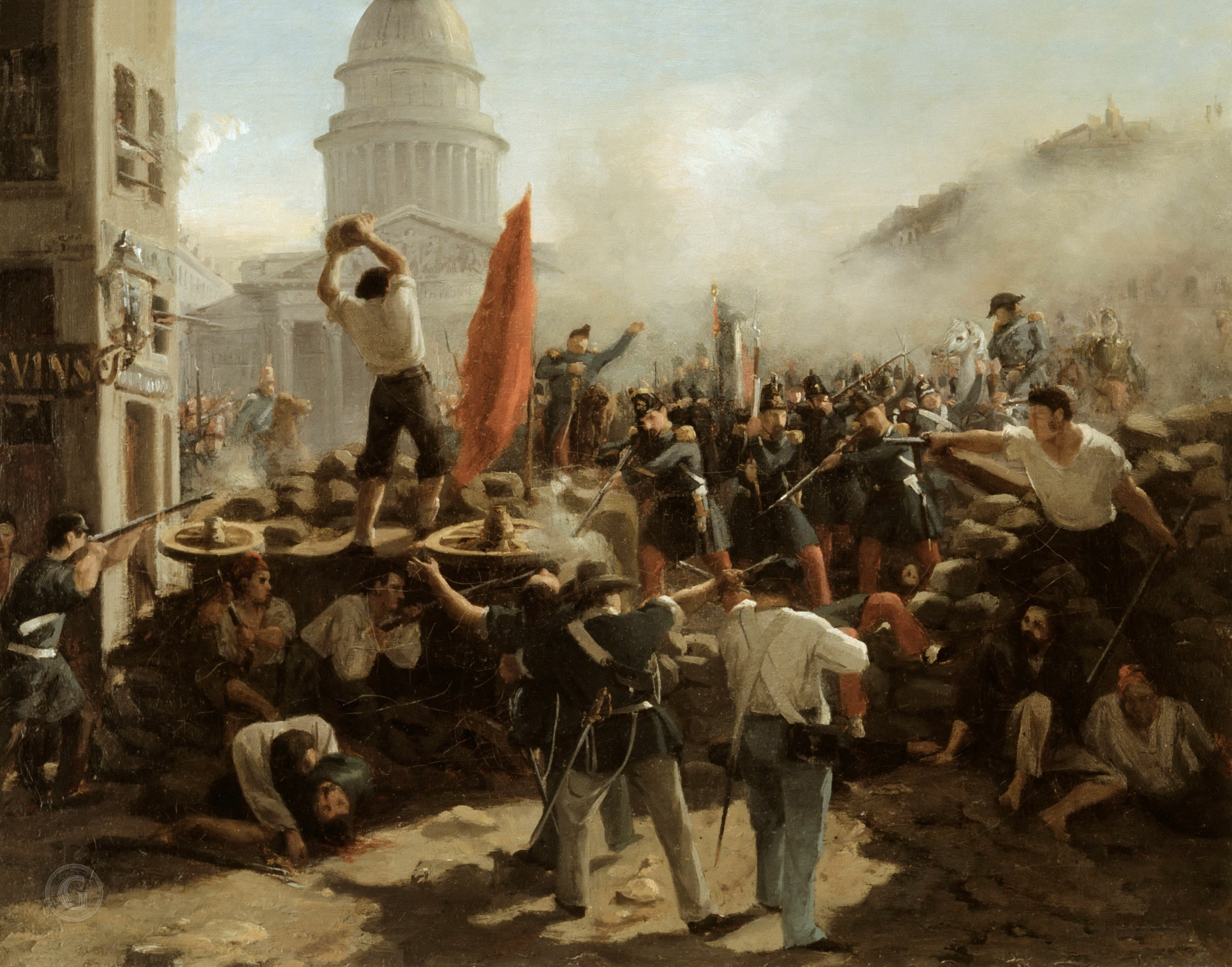
《1848년 6월 25일, 파리의 수플레 거리 전투》[10], 1848년, 독일 역사박물관
《죽음의 천사》, 1851년, 에르미타시 박물관
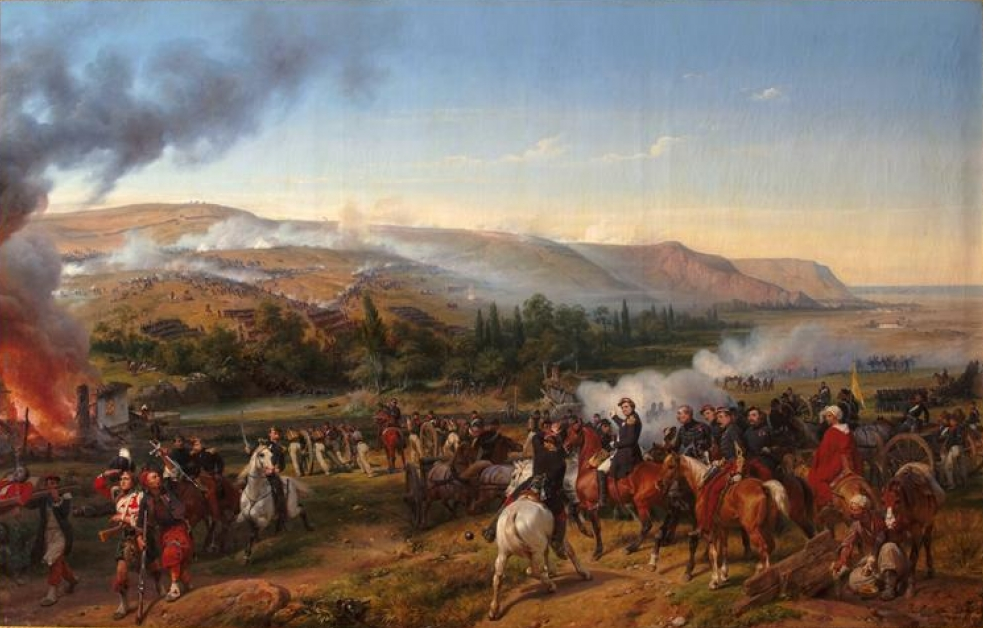
《1854년 알마 전투》, 1856년
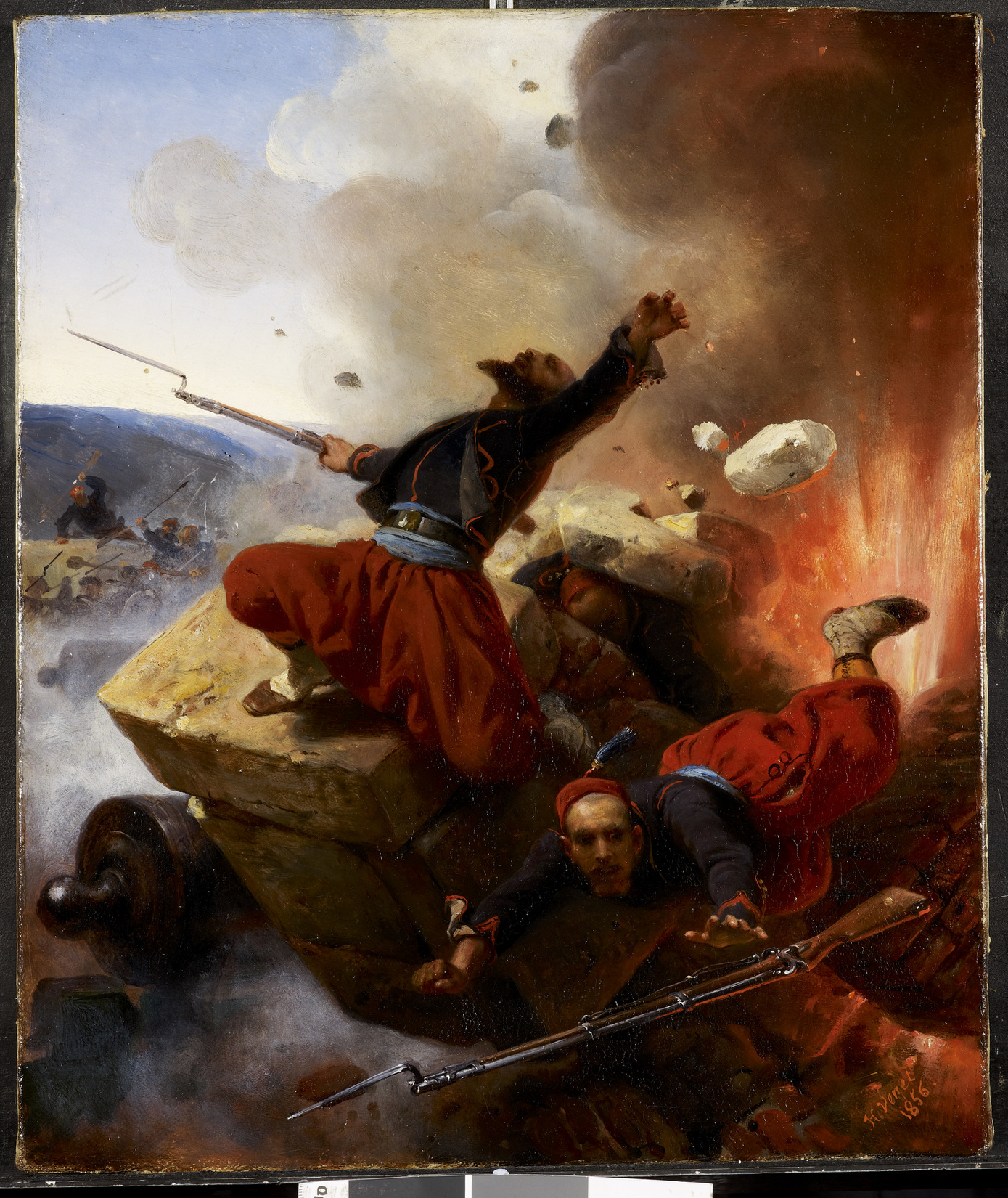
《말라코프의 주아브병》, 1856년, 로얄 컬렉션
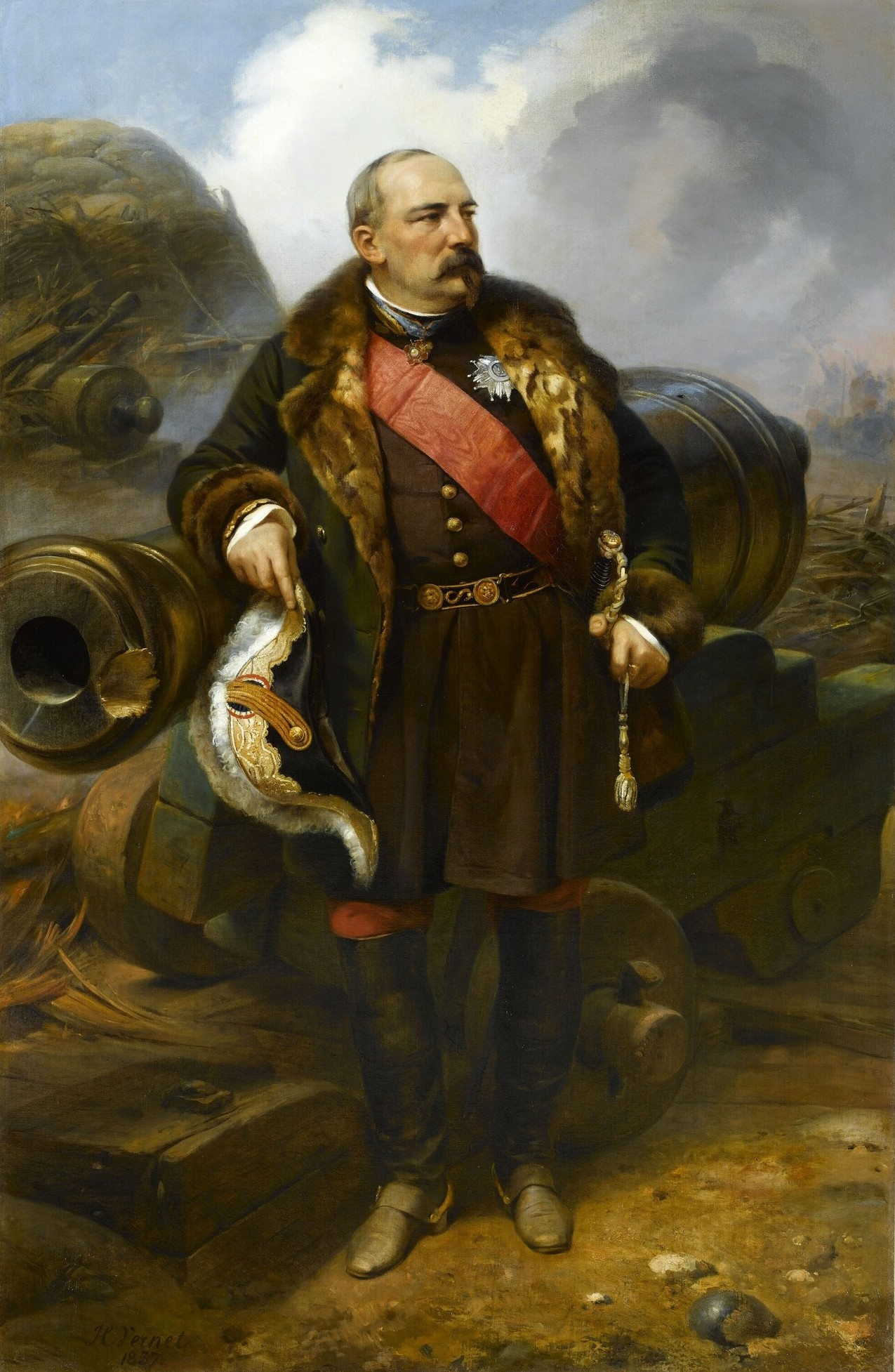
《피에르 보스케의 초상화》, 1857년
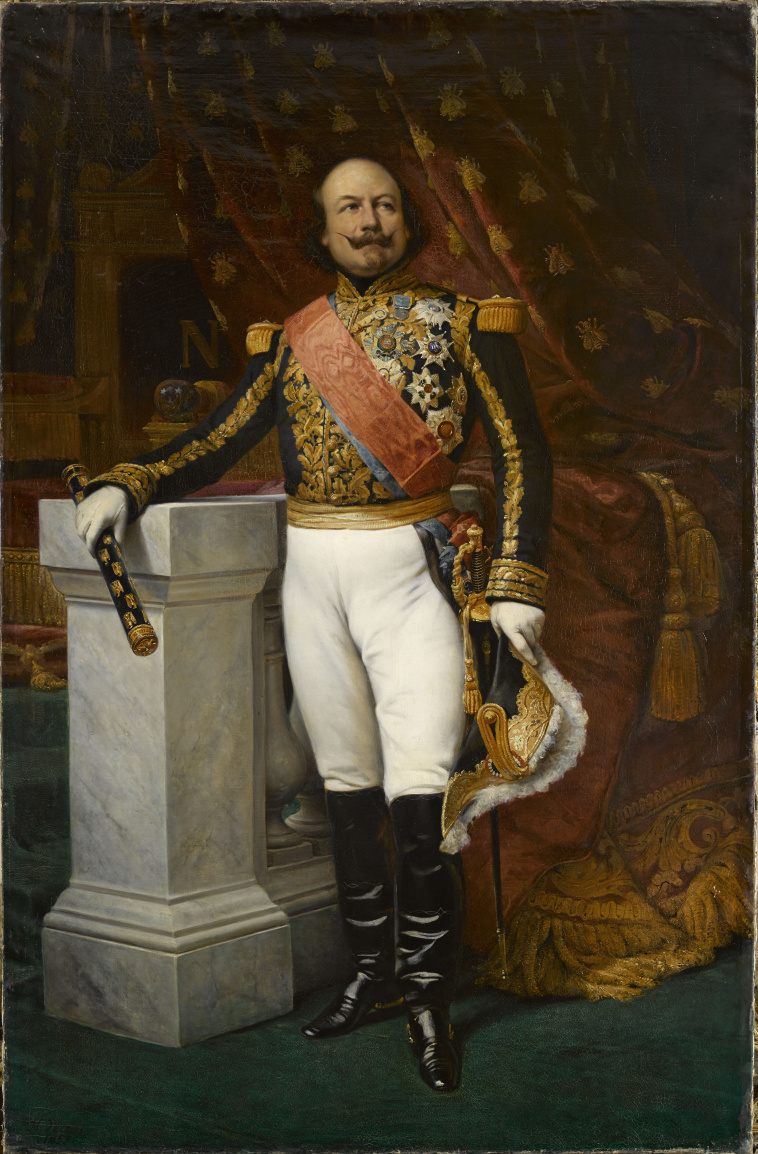
《프랑수아 세르탱 드 캉로베르》, 1857년, 베르사유궁
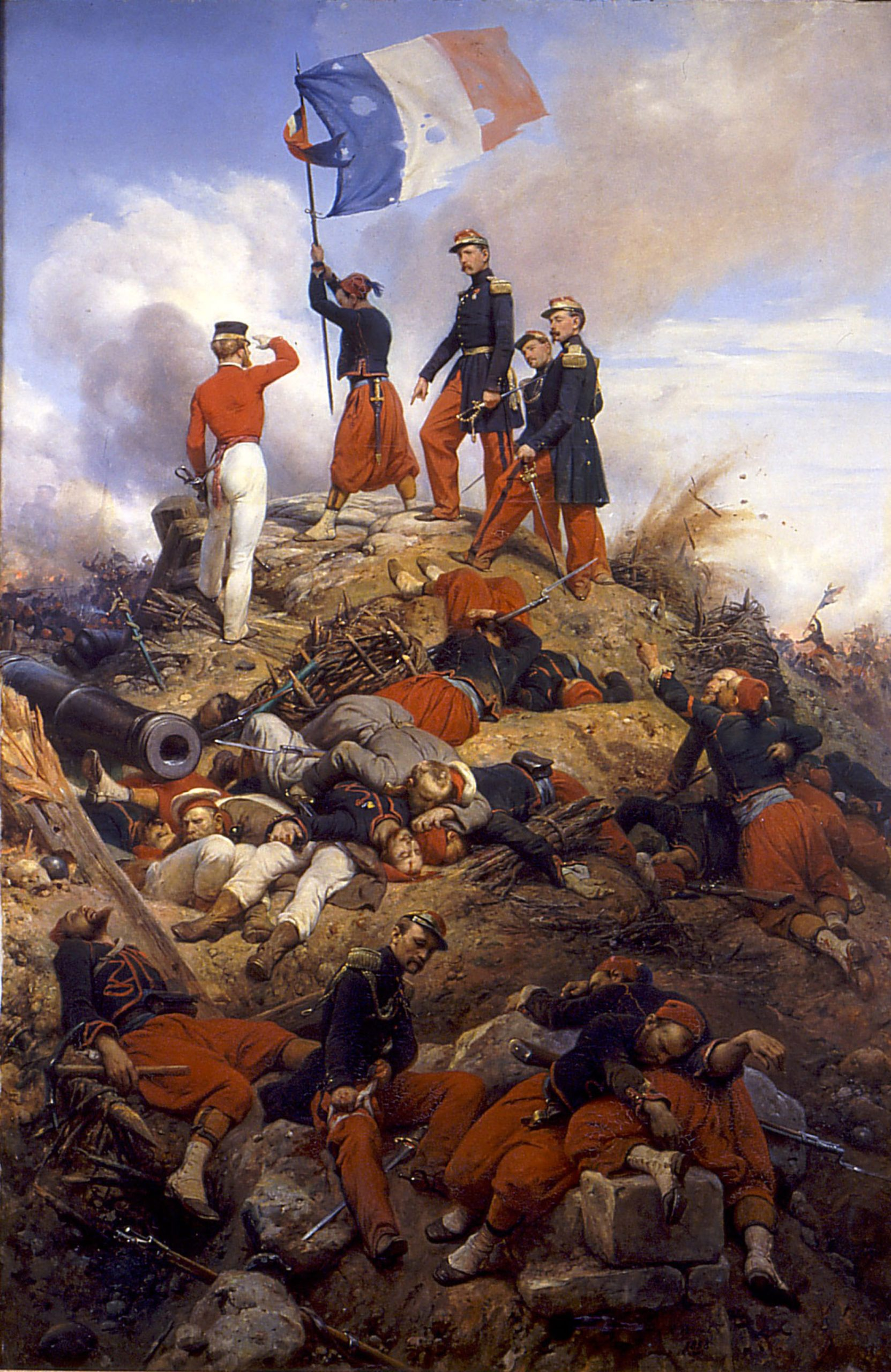
《말라코프 보루 점령》, 1858년, 롤랭 박물관
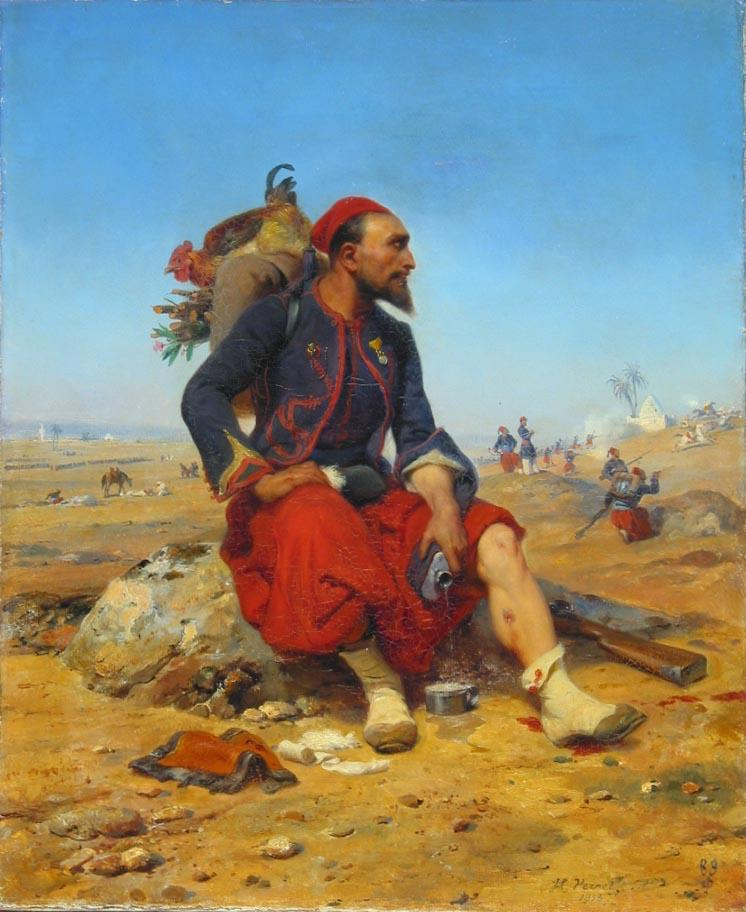
《부상당한 주아브병》, 1858년, 에르미타시 박물관
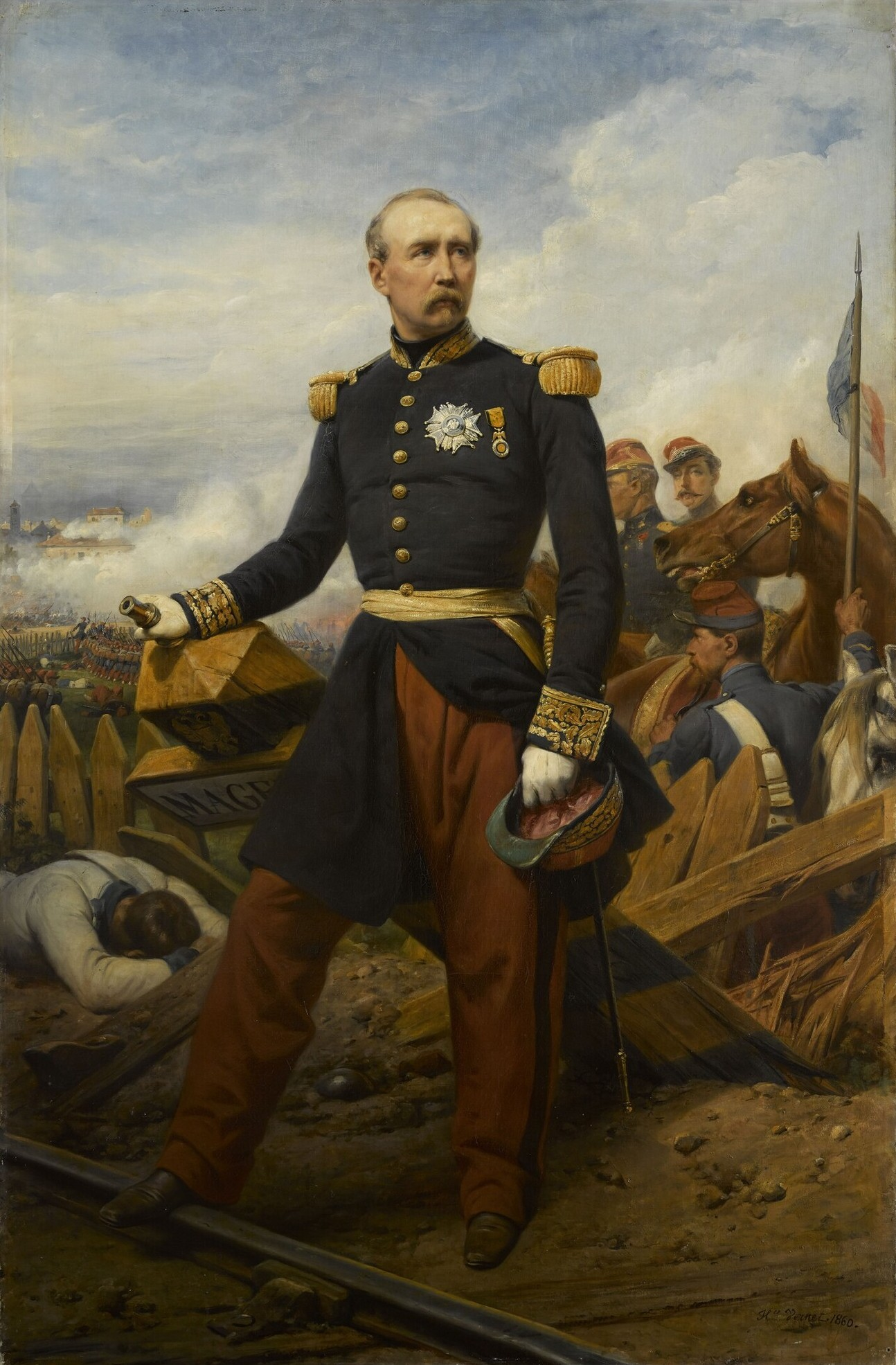
《파트리스 드 마크 마옹의 초상화》, 1860년, 베르사유궁